# 안드로메다 은하
안드로메다 은하(영어: Andromeda Galaxy)는 지구로부터 약 780 킬로 파섹(약 250만 광년) 떨어져 있는 막대나선은하이다.

## 특징
이는 우리 은하로부터 가장 가까운 큰 은하(major galaxy)이며, 메시에 31(M31) 또는 NGC 224로 알려져 있기도 하다.

## 옛 명칭
옛 문헌들에서는 종종 안드로메다자리 대성운(Andromeda 大星雲)으로 표현되었다.

## 현재의 명칭
은하의 명칭은 은하가 보이는 별자리, 즉 안드로메다자리의 명칭을 따서 붙여졌다.

## 현재의 명칭의 유래
여기서 안드로메다자리는 그리스 신화의 안드로메다 공주의 이름을 따 붙여진 별자리이다. 폭이 대략 22만 광년인 안드로메다 은하는 우리 은하 및 삼각형자리 은하와 대략 54개의 작은 은하들을 포함하는 국부 은하군에서 가장 큰 은하이다.

## 우리 은하와의 비교
초기의 탐사들은 우리 은하가 더 많은 암흑 물질을 포함하며 국부 은하군에서 가장 클 것이라고 추정한다.

## 항성수
2006년 스피처 우주 망원경을 통한 관측들은 안드로메다 은하가 약 2,000~4,000억 개의 별들을 포함할 것으로 추정되는 우리 은하의 적어도 두 배에 해당하는, 대략 1조 개 정도의 별들을 포함하는 것을 보여주었다.

## 추정되는 질량
우리 은하의 질량이 약 8.5 × 1011 태양 질량으로 추정되는 데 비해, 안드로메다 은하의 질량은 약 1.5 × 1012 태양 질량으로 추정된다. 2006년의 연구가 우리 은하의 질량이 안드로메다 은하의 질량의 약 80%임을 제시하였지만, 2009년의 연구에서는 우리 은하와 안드로메다 은하의 질량이 거의 같음을 보여주었다. 우리 은하와 안드로메다 은하는 37억 5천만 년 후에 충돌할 것으로 예측되는데, 그 결과 서로 병합하여 거대타원은하 또는 거대 원반 은하를 형성할 것이다.

## 원반 관측의 역사
안드로메다 은하의 원반 구조에 대해 면밀한 관찰은 1950~60년대 독일계 미국인 천문학자인 발터 바데(Wilhelm Heinrich Walter Baade)와 미국인 천문학자인 할튼 아르프(Halton Arp)등의 천문학자 등이 최초로 진행하였으며 해당 연구들을 통해 안드로메다 은하의 정면도 및 각 나선팔의 특성에 대해 연구하였다. 다만, 당시에는 안드로메다 은하가 일반적인 정상나선은하로 취급되었기 때문에 은하 중심의 팽대부 구조와 불규칙한 나선팔 구조는 고려하지 않고 2개의 주요 나선팔 구조를 가지고 있는 모습일 것으로 추정하였다. 특히, 위키피디아에 자세히 서술되어 있는 발터 바데가 구상한 나선팔 구조(S1 ~ S7, N1 ~ N7)는 당시 천문학자들이 안드로메다 은하를 바라보았던 관점을 보여준다.

## 허블 분류에 따른 형태
허블 분류에 따르면 안드로메다 은하는 정상나선은하로 분류되며, 분류 형태는 SA(s)b로 분류되는 것이 일반적이다.

## 최근의 분류에따른형태
하지만, 최근의 연구 결과로는 안드로메다 은하는 SB(r)b로 분류된다. 정확하게 설명하자면 기존 분류 형태인 SA(s)b는 허블 분류 상에서 고리가 없는 b형 정상나선은하로 설명될 수 있는데 앞서 상술 했듯이 (s)의 경우 안드로메다 은하의 중심으로부터 반경 대략 3만 광년에는 M32p와의 상호 작용으로 인해 형성된 밝고 거대한 고리가 존재한다는 점에서 고리가 존재한다라는 것을 의미하는 (r)로 변경되어야 정상이다.
또한, 학계에서는 이미 안드로메다 은하가 정상나선은하가 아니라 막대나선은하로 분류 된지 오래되었다는 점이다.

### 2016년 논문에서 제시한 형태
2016년 논문에서 안드로메다 은하가 태양계에서 바라봤을 때 정면보다 약 77도 정도 기울어진 상태에서 관찰되기 때문에 은하 중심의 팽대부 구조와 막대 구조를 명확하게 확인할 수 없었을 뿐 은하 중심에 위치한 항성과 가스의 운동이 막대를 가지고 있는 은하에서의 움직임과 유사해 안드로메다 은하가 은하 장축에서 반 시계 방향으로 55도 가량 벗어난 각도로 배열되어 있는 막대 구조를 가지고 있는 막대나선은하라고 처음 제안하였다.

### 2018년 논문에서 제시한 형태
이후 2018년 항성 금속성이 막대 중심으로 향할수록 증가하는 막대 구조의 특징이 안드로메다 은하의 중심핵에서 관찰된다는 관측 결과가 제시되었으며, 또 다른 논문에서도 은하 팽대부에서 O III(이중 전리 산소)의 위치-속도 다이어그램(PVD)에서 보이는 분포가 막대나선은하의 분포와 유사하다는 것이 확인되면서 안드로메다 은하의 막대나선은하설을 뒷받침하는 증거가 되었다.

### 2022년 논문에서 제시한 형태
최근인 2022년에는 안드로메다 은하의 나선팔에서 중심핵으로 흘러 들어오는 고밀도의 가스가 충돌하면서 형성되는 수 Kpc 이상 확장되는 이중 전리 산소의 대규모 충돌 지역이 기존에 추정되었던 막대 구조를 따라서 배열되어 있으며 이 충돌 지역들이 일반적인 170 km/s−1 이상의 높은 속도 기울기를 가지고 있다는 것을 확인하였다. 이러한 막대 구조에서만 나타나는 특성들이 안드로메다 은하의 중심핵에서 연속적으로 발견되고 있다는 점은 더더욱 안드로메다 은하가 막대나선은하라는 가설에 힘을 실어주고 있으며 이미 학계에서는 안드로메다 은하가 막대나선은하로 분류되어야 한다는 제안이 정설로 받아들여지고 있는 것으로 보인다.

### 2025년 논문에서 제시한 형태
2025년에 출간된 논문에 따르면 늙은 항성들의 분포가 막대 구조의 면모를 보이지 않으며 막대에서 확인되는 S자형 먼지 차폐 구조가 발견되지 않았다고 한다. 하지만, 이것이 안드로메다 은하가 막대나선은하라는 주장에 반론이 되지는 못하며 논문 내에서도 안드로메다 은하의 팽대부에서는 정상나선은하에서는 볼 수 없는 비 원형 구조가 확인되는데 이는 M32p와의 충돌로 인해 가스 원반이 심하게 교란되어 중심 1Kpc의 뜨거운 핵 부분을 제외한 안드로메다 은하의 막대 구조가 심하게 교란된 결과인 것으로 설명될 수 있다고 언급하였다. 이러한 관측 결과는 안드로메다 은하는 우리가 생각한 것보다 훨씬 독특한 상태에 머무르고 있을 수 도 있다는 것을 시사한다.

## PA-99-N2 미시 중력 렌즈와 은하 내외계행성가능성
참고 : PA-영문 위키백과: PA-99-N2
PA-99-N2는 1999년 안드로메다 은하에서 감지된 미시 중력 렌즈 현상이다. 이에 대한 설명 중 하나는 태양 질량의 약 0.02배에서 약 3.6배 사이의 별이 적색 거성에 중력 렌즈 효과를 일으켰다는 것이다. 이는 이 별이 행성의 궤도를 돌고 있을 가능성이 있음을 시사한다.

## 가능한 안드로메다 은하 내의외계 행성의 질량
가능한 외계 행성의 질량은 목성의 약 6.34배이다.

## PA-99-N2 미시 중력 렌즈와 은하 내외계행성의 의의
만약 이 현상이 최종적으로 확인된다면, 이는 은하계 밖 에서 발견된 최초의 행성이 될 것이다.

## 헤일로의 크기
은하 원반 바깥 부분에는 헤일로가 위치해 있으며 메이올 II를 포함한 다수의 구상 성단이 발견되었다. 내부 헤일로의 경우 최대 22만 광년의 크기를 가지고 있는 것으로 알려져 있다. 그리고, 외부 헤일로의 크기는 우리 은하에서 안드로메다은하까지의 거리의 약 40%인 100만 광년에 달할 것으로 추산되었다.

## 측정된 큰 헤일로 크기에 대한 무리
일반적으로 외부 헤일로는 대부분 물질보다는 암흑 물질로 구성되어 있기 때문에 안드로메다 은하의 실제 크기가 약 100만 광년 이라고 하기엔 무리가 존재한다.

## 안드로메다 은하의핵 활동
안드로메다 은하의 핵은 중심부에 있는 초대질량 블랙홀 M31*을 중심으로 하고 있으며, 질량은 태양 질량의 약 1억 4,000만 배로 추산되는데, 참고로 우리 은하의 중심에 있는 궁수자리 A*의 질량은 태양의 약 430만 배로 추정된다. 과거엔 안드로메다 은하의 핵이 저 광도 활동 은하핵(LLAGN)으로 분류된다고 언급되었지만 최근 연구에 따르면 안드로메다 은하의 핵이 활동 은하와 대비해 적은 가스 량을 포함하고 있고 블랙홀도 낮은 본디 강착(Bondi accretion)률을 보이고 있어 현재는 비 활동 상태에 머무르고 있을 것으로 추정하였다.

## 활동 은하핵을 가지고 있었다는 추측
또한, 중심에서 이온화된 수소 알파선 원반이 발견되었다. 해당 관측 결과에 따르면 핵이 비 활동 상태임에도 불구하고 주변에서 이온화된 수소 가스 원반이 위치해 있다는 것은 안드로메다 은하는 최소 50만 년 전까지만 하더라도 활동 은하핵을 가지고 있는 활동 은하였다는 것을 나타낸다고 한다.

## 편심 원반
블랙홀 주변 4 pc 범위에는 수십 만 개 이상의 항성으로 구성된 편심 원반이 위치해 있다. 이 편심 원반은 블랙홀을 중심으로 하는 옅은 별 무리인 P2, 그리고 블랙홀에서 아래쪽으로 살짝 떨어져 있는 고밀도의 별무리인 P1이라는 2개의 항성 그룹으로 구성되어 있으며 이를 안드로메다 은하의 이중 핵 구조(Double Nucleus)라고 한다. 또한, 최근에는 P2에서 블랙홀에서 멀리 떨어져 있는 그룹이 대부분 적색 거성으로 구성되어 있는 것과는 달리 블랙홀 가까이 위치해 있는 항성들이 최소 1억 년 에서 최대 2억 년이라는 상대적으로 젊은 나이를 가지고 있다는 것이 확인되어 이를 P2와는 별개의 구조라고 결론 내리고 이를 P3라고 명명하였다. 또한, P3는 독특하게도 그룹에 속하는 대부분의 별들이 블랙홀에 수평으로 배열되어 있어 원반 구조를 형성하고 있는데, 이러한 원반 구조는 P3에 속하는 항성이 블랙홀 주변에서 강착된 성간 가스에서 형성되었음을 의미한다.

## P1 구조가 위성 은하의 잔해로 추정되는은하핵
상술한 안드로메다 은하의 이중 핵 구조는 발견 당시엔 P1 구조가 안드로메다 은하에 흡수된 위성 은하의 잔여 핵일 것으로 추정되었지만, P1 구조 중심에 블랙홀이 위치해 있지 않다는 것이 확인되어 현재 이 가설은 사장되었다. 2021년 논문에 따르면 두 초대질량 블랙홀의 충돌에서 형성된 중력파가 주변 항성들에 영향을 미쳐 안드로메다 은하의 이중 핵 구조를 형성할 수 있다고 한다.

## 추정되는삼각형자리 은하와의 상호 작용
이외에도 M32p와의 상호 작용에 앞서 메시에 33과의 근접 사건이 수십 억 년 전 발생하였을 것으로 추정되기도 하나 해당 사건의 존재 유무에 대해선 학계에서 논란이 어느 정도 존재하며 실제로 존재하였다고 하더라도 원반 간 직접 충돌이 발생한 M32p 상호작용과는 달리 단순히 근접했던 것에 불과하기 때문에 두 은하 사이에 얇은 가스 필라멘트가 형성되거나 중력 섭동으로 인해 두 은하의 별 형성 활동이 이전보다 활발해졌다는 것 외에 유의미한 변화는 발생 시키지 않았을 것으로 추정된다.

## 국부 은하군에서의 제 1 은하
일반적으로 안드로메다 은하가 국부 은하군의 제 1 은하이며 우리 은하는 국부 은하군의 제 2 은하라고 알려져 있는 경우가 다수이지만, 최근의 연구 결과 대부분은 우리 은하와 안드로메다 은하의 자체 질량은 거의 동일하거나 오히려 우리 은하가 더 크다고 언급하고 있다. 물론 크기와 항성의 개수 면에서는 우리 은하가 안드로메다 은하의 1/2에 불과하지만 이는 우리 은하가 우연인지 모를 이유로 은하군 소속 주요 은하들에 항성 생성 활동이 일반적인 나선 은하보다 매우 덜 발생하였기 때문이다.

## 성간 물질의 소모
안드로메다 은하 내에 있는 성간 물질의 양은 M32p와의 격렬한 충돌 과정에서 대부분 소모되어 우리 은하의 양에 비해 상대적으로 적으며 현재 안드로메다 은하는 1,500만 년 ~ 2,000만 년 전의 성폭발 사건 이후 별 형성 활동이 소강 상태에 머무르고 있다. 따라서 우리 은하와 비교했을 때 현재 안드로메다 은하의 별 생성 속도는 우리 은하의 약 25% 정도로 낮다. 또한, 안드로메다 은하는 국부 은하군 내부의 다른 주요 은하들이 각각 명확하게 식별되는 항성 형성 구역을 1 ~ 2개 이상 가지고 있는 것과는 달리 항성이 폭발적으로 형성되는 지역은 나선팔 전체에서 손에 꼽을 만큼 적다. 예를 들어, 거의 같은 거리에 떨어져 있는 삼각형자리 은하는 상대적으로 밝은 일부 성운, 성협 구조 수 개가 은하와는 별개로 NGC 목록에 수록되었지만 안드로메다 은하는 은하 남동쪽에서 확인 가능한 밝은 OB 성협인 NGC 206을 제외하면 NGC 목록에 등재될 정도로 밝은 천체가 없다는 점에서 안드로메다 은하의 별 형성 활동이나 상대적으로 젊은 항성의 형성 활동이 상당히 정체된 상태라는 것을 알 수 있다.

## 나선팔의 측정 및 구조
할튼 아르프와 발터 바데는 안드로메다 은하의 나선팔을 은하 핵의 중심에 위치한 S1~2, N1~2 나선팔과 원반에는 N3-S4-N5-S6-N7으로 연결되는 나선팔과 S3-N4-S5-N6-S7으로 연결되는 나선팔, 2개의 주요 나선팔로 구성되어 있을 것으로 추정하였다.
이중에서 S1~2, N1~2는 현재 팽대부 구조를, S3, N3는 팽대부 인근에 위치해 있는 각기 분리되어 있는 여러 개의 나선팔 구조를, S4-N4는 10Kpc 고리 구조, S5-N5는 왜곡된 외부 원반에 위치해 있는 나선팔들, S6-N6는 은하 원반의 최외곽에 위치해 있는 희미한 나선팔 구조로 식별되는 구조들을 나타내고 있으며 S7-N7은 S6-N6 너머에 위치해 있는 나선팔로 S7-N7의 나선팔 구조는 장노출 사진에서 나마 겨우 확인할 수 있다.
10Kpc 고리가 형성된 5억 년 전의 상호 작용 이후 안드로메다 은하의 원반 구조는 1억 년이 지난 약 4억 년 전에 안정화 단계를 밟기 시작하였고 이에 따라 별 형성률도 5억 년 전과 대비해 상대적으로 낮아지게 되었다. 4억 년 전 이후 대부분의 별 형성은 5 Kpc 고리, 10 Kpc 고리, 15 Kpc 고리에 국한되어 발생하였는데, 이중에서 약 60% 이상의 항성 형성 활동은 10 Kpc 고리에서 발생되었음이 확인되었다.
5Kpc/15Kpc 고리의 경우 4억 년 전부터 계속해서 존재했던 10 Kpc 고리와는 달리 최대 2억 년의 나이를 가지고 있는 최근에 형성된 구조로 추정된다. 이중 5 Kpc 고리는 약 1억년 전 별 형성률이 정점에 달한 후 고리 구조가 해체되기 시작하였으며 15 Kpc 고리 구조는 약 8,000만 년 전부터 별 형성 활동이 발생하기 시작하였으며 현재까지 꾸준히 증가해 오고 있다는 것이 밝혀졌다. 실제로 15 Kpc 고리 구조의 양 끝에서 명확하게 식별되는 성운 복합체 구조를 확인할 수 있다.

## 성운
가장 유명한 성운은 V88이라는 이름으로도 알려진 NGC 206으로 안드로메다 은하의 전역에서 유일하게 NGC 목록에 등재된 하위 천체이다. 내부에서 확인되는 항성들의 나이가 대부분 3,000만 년 이내이기 때문에 일반적인 별 구름 구조가 아니라 초 거대 OB 성협으로도 간주되는데, 이 경우 OB 성협의 크기가 무려 3,000 광년에 달하게 된다. 게다가, 이 3,000 광년이라는 크기의 공간에 빽빽하게 항성들이 들어차 있기 때문에 실제로 성협이 형성될 때에는 최소 3,000 광년 이상의 거대한 성운이 형성되어 있었을 것으로 추정된다. 현재 국부 은하군에서 가장 거대한 성운들인 대마젤란 은하의 타란툴라 성운의 크기가 최대 1,800 광년, NGC 604가 약 1,500 광년의 크기를 가지고 있다는 것을 고려하면 현재 국부 은하군에서 가장 큰 성운들보다 최소 2배 이상 거대한 성운이 3,000만 년 전 ~ 1,000만 년 전의 안드로메다 은하에 존재했었다는 걸 알 수 있다.

## 겉보기 등급
안드로메다 은하의 겉보기 등급은 +3.4등급으로 메시에 천체 중에서 가장 밝다. 때문에 광공해가 적은 지역에서 달이 없는 밤에 맨눈으로 보일 정도이다. 그러나 큰 망원경을 통해 촬영되는 안드로메다 은하의 모습(시직경)이 보름달보다 여섯 배나 크기 때문에 표면밝기 문제로 인해 오로지 밝은 중심 영역만이 맨눈이나 쌍안경, 작은 천체 망원경을 통해 보인다. 그래서 은하는 실제로 별과 유사한 모습으로 보인다.

## 우리 은하에 있는 성운설
예전에 안드로메다 은하가 우리 은하에 속해있는 성운이라는 의견과 우리 은하 밖에 있는 또 다른 은하라는 의견이 있었지만 허블이 또 다른 은하라는 사실을 밝혀냈다.

## OIII 성운의 발견
2023년 경 프랑스의 아마추어 천문학자인 Yann Sainty가 촬영한 사진에서 안드로메다 은하를 100여 년 간 연구 했음에도 불구하고 발견하지 못했던 OIII 성운을 발견하면서 천문학계에 큰 파장을 불러왔다. 100여 년 간 전혀 발견되지 않았던 성운이었기에 한국에서도 우주 먼지의 현자 타임즈같은 천문학 유튜버들을 통해 알려지게 되었다.

## OIII 성운의 형태
발견 이후 이 OIII 성운이 우리 은하 내부의 성간물질 구조라고 제안하거나 안드로메다 은하의 외부에 위치해 있는 거대한 확장 방출지역(EELR)의 일종이라거나, 아니면 안드로메다은하의 항성 흐름(Stellar Stream)의 일종이라는 등 여러 추측들이 오고갔지만 자세한 연구가 이루어지지 않았기 때문에 확답은 얻을 수 없었다.

## OIII 성운의 연구
그리고 2024년 말 논문에서 해당 성운에 대한 자세한 연구가 이루어졌다. 해당 논문에 따르면 OIII 성운의 일정 지점을 관측하고 분석한 결과, 성운의 후퇴 속도는 -40 Km/s 이상으로 측정되었는데 안드로메다 은하의 후퇴 속도가 -300 Km/s인 것과는 큰 차이가 존재한다. 또한, 관측 지점의 속도 차이가 불과 몇 Km/s밖에 되지 않는데, 만약 해당 성운이 안드로메다 은하와 같은 거리에 위치한 외부 은하의 성간매질이라면 크기가 최소 몇 만 광년은 되기 때문에 각 지점의 속도 차이가 이보다 훨씬 높게 나타나야 한다는 것이 중론이다. 따라서 해당 성운은 안드로메다 은하의 구조보다는 우리 은하 내부의 성간물질 구조일 가능성이 높다고 결론내렸다.

## OIII 성운의 분류
이 OIII 성운과 같은 구조는 이때까지 단 한 번도 관찰된 적이 없기 때문에 정확하게 어떤 분류에 속하는 성운인지는 확인되지 않았다.

## 관측 역사

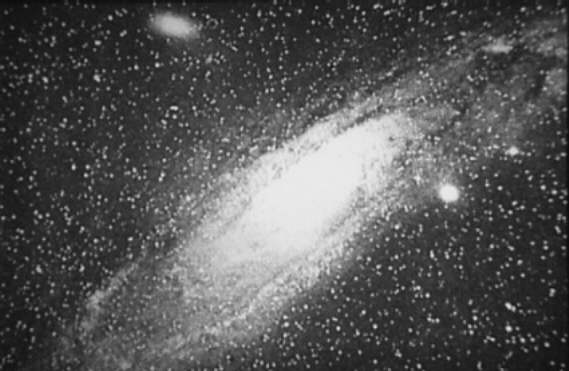
아이작 로버트가 1899년에 촬영한 안드로메다 은하.

페르시아의 천문학자 압드 알라흐만 알수피는 964년 경의 저서 항성에 관한 책 에서 별자리에 관해 안드로메다 은하를 "작은 구름"으로 묘사하였다. 주기에 관한 성도에서는 은하를 작은 구름(Little Cloud)으로 표시하였다. 망원경 관측을 기반으로 한 안드로메다 은하에 관한 첫 설명은 독일의 천문학자 시몬 마리우스가 1612년 12월 15일에 쓴 것이다. 샤를 메시에는 1764년에 안드로메다 은하를 M31로 자신의 목록에 수록하였으며, 안드로메다 은하가 육안으로 보임에도 불구하고 천체의 발견자로 마리우스를 적는 실수를 하였다. 1785년, 천문학자 윌리엄 허셜은 M31의 중심 영역의 색상을 희미한 적색 빛깔로 기록하였다. 그는 M31이 모든 "대성운" 중에서 가장 가까울 것이라고 여겼으며, 색깔과 성운의 등급에 근거하여 그는 시리우스의 거리의 약 2,000배 이상 멀지는 않을 것이라고 잘못 추측하였다. 1850년에 윌리엄 파슨스와 로제 3세 백작은 안드로메다 은하를 관측하여 은하의 나선 구조에 관해 처음으로 그림을 남겼다. 윌리엄 허긴스는 1864년에 M31의 스펙트럼을 관측하였으며 이것이 기체 성운과는 다르다고 기록하였다. M31의 스펙트럼은 흡수선들이 겹쳐진 진동수에 따른 연속체를 보여주는데, 그러한 연속체 속의 어두운 흡수선들은 천체의 화학적 조성을 발견하는데 도움을 준다. 또한 M31의 스펙트럼은 각 별들의 스펙트럼과 매우 유사하며, 이를 통해 M31이 항성의 성질을 지니고 있음이 추론되었다.

## 초신성의 관측 역사
1885년에는 M31에서 초신성 하나가 관측되었다. 이것은 안드로메다자리 S로 알려져 있는데, 안드로메다 은하에서 관측된 최초 및 유일한 초신성이다. 안드로메다자리 S는 M31 근처의 천체로 간주되었는데, 그 이유는 안드로메다자리 S가 초신성보다 덜 밝은 별개의 사건인 신성으로 여겨졌기 때문으로, 그로 인해 당시에는 "신성 1885"로 명칭이 붙여졌다. 이것이 초신성임이 밝혀짐에 따라 현대에는 초신성의 명명법을 따라 SN 1885A로 부르기도 한다.

## 안드로메다 은하의 첫 사진

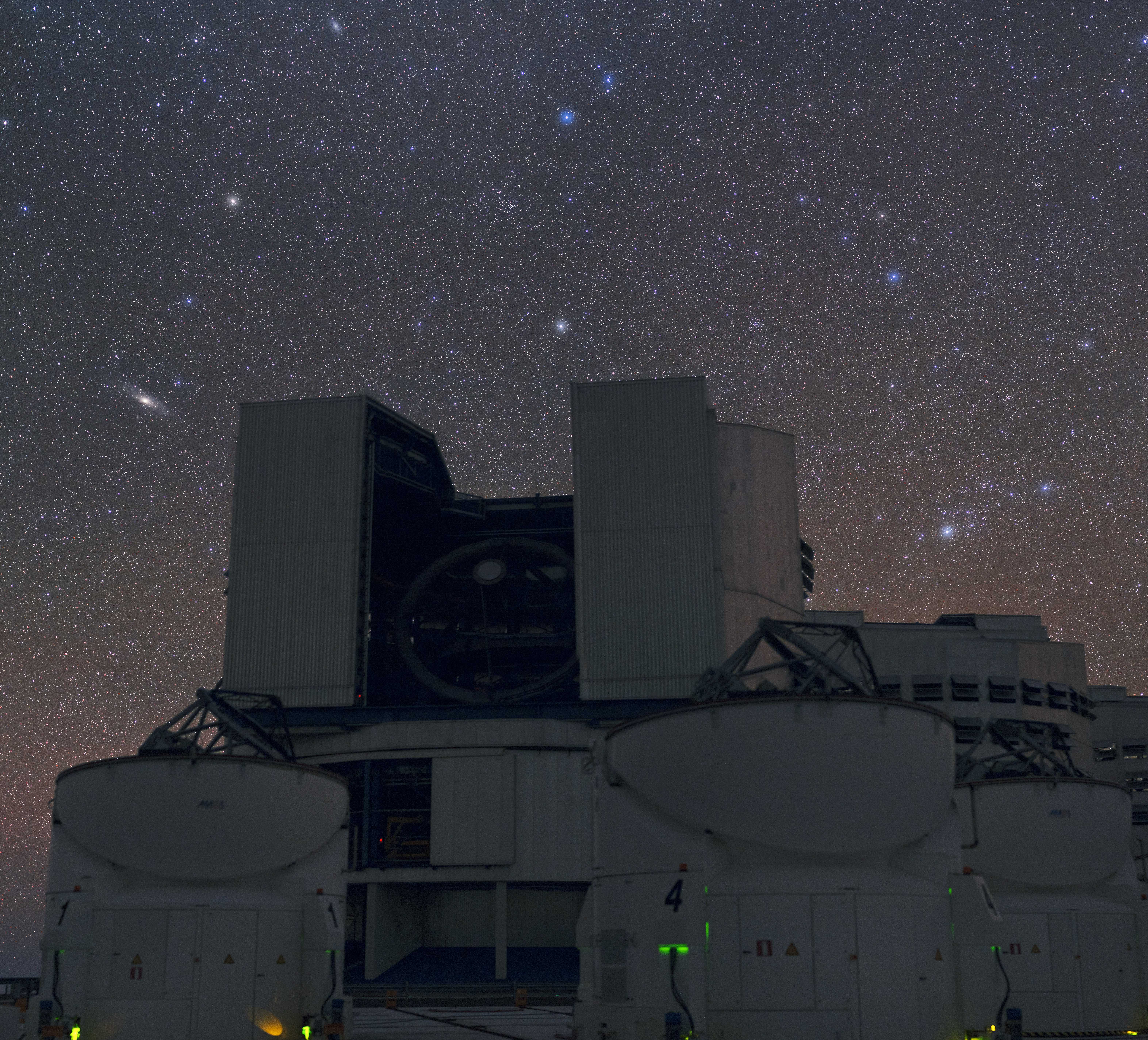
초 거대 망원경 위의 M31.

M31에 관한 첫 사진은 1887년 영국의 아이작 로버트가 서섹스에 있는 자신의 천문대에서 촬영한 사진이다. 그러나, 그 시각에 M31은 우리 은하에 있는 성운의 일종으로 여겨졌으며, 로버트는 M31과 그와 비슷한 나선 성운들이 실제로 새로 형성되는 태양계일 것이라고 잘 못 생각하였다.

## 시선 속도
태양계에 대한 M31의 시선속도는 1912년 로웰 천문대의 베스토 슬라이퍼의 분광학적 연구를 통해 측정되었는데, 태양 방향으로 초당 300 킬로미터 정도로, 그 당시에 기록된 것 중 가장 큰 시선속도였다.

## 섬 우주 가설

안드로메다자리에서 M31의 위치. 중심부에 M32와 M110이 같이 있다

1917년, 미국의 천문학자 히버 커티스는 M31에서 발생한 신성을 관측했다. 그는 사진 기록들을 연구하면서 11개의 신성을 더 발견하였다. 커티스는 이 신성들이 하늘 다른 곳에서 발생하는 신성들에 비해 평균적으로 +10등급은 어둡다고 기록하였다. 이를 통해 커티스는 M31 까지의 거리를 약 50만 광년(3.2×1010 AU)으로 추산할 수 있었는데, 때문에 그는 나선 성운들이 실제로 독립적인 은하라고 주장하는 "섬 우주"(island universe) 가설의 지지자가 되었다.

## 안드로메다 은하의 원반 질량의 변화
여기서 놀라운 점은 현재 안드로메다의 총 원반 질량은 4 X 1011 태양 질량이지만 불과 몇십 억 년 전까지만 하더라도 안드로메다 은하의 원반 질량은 현재보다 4배 적은 약 1,011 태양 질량 정도였을 것으로 추정된다는 것이다.

## 안드로메다 은하의 원반 질량의 변화의 이유
이 질량 차이는 약 20억년 전 M32p로 알려진 나선 은하와의 충돌로 인해 폭발적 항성 생성 사건이 발생해 기하급수적으로 질량이 증가하였기 때문이다.

## 옛 논쟁
1920년, 할로우 섀플리와 커티스 사이에 우리 은하와 나선 성운의 성질, 그리고 우주의 크기에 관해 대논쟁이 벌어졌다. 커티스는 안드로메다자리 대성운이 실제로 외부 은하라는 주장을 보강하기 위해서 안드로메다자리 대성운에서 상당한 도플러 이동을 관측했을 뿐만 아니라, 우리 은하의 티끌 성운과 유사한 어두운 띠의 존재를 발견하기도 하였다. 1922년에는 에른스트 외픽이 M31과의 거리를 추정하기 위해 그 속에 측정된 별들의 속도를 이용하였다. 그는 이 방법을 통해서 거리를 대략 45만 파섹(150만 광년)으로 추산하였는데, 이는 안드로메다자리 대성운이 우리 은하 바깥 멀리 있음을 의미한다. 에드윈 허블은 1925년에 안드로메다 대성운의 사진에서 처음으로 은하 외부 세페이드 변광성을 발견하여 이 논쟁을 종결지었다. 2.5미터(100인치) 후커 망원경을 통해 촬영된 사진들을 통해 안드로메다자리 대성운 까지의 거리를 측정할 수 있었는데, 그의 측정은 안드로메다자리 대성운이 우리 은하 내부에 있는 기체 및 별의 군집이 아니며, 우리 은하로부터 상당한 거리에 위치한 별개의 은하임을 입증하였다.

## 은하 연구에서의 중요한 역할
M31은 가장 가까운 큰 은하(가장 가까운 은하는 아님)이기 때문에 은하 연구에서 중요한 역할을 한다. 1943년 발터 바데는 안드로메다 은하의 중심 영역의 별들을 처음으로 관측하였다. 그는 이들의 중원소 함량에 근거하여 별개의 두 분류군을 발견하였는데, 원반의 어린 고속별들에게 1형을 부여하고, 은하 팽대부속의 늙은 적색 별들은 2형을 부여하였다. 이 명명법은 후에 우리 은하 및 다른 은하의 별에 대해서도 사용되었다.(두 개의 분류군의 존재는 얀 오르트가 더 일찍 확인하였다.) 또한 바데는 세페이드 변광성에 두 가지 유형이 있음을 발견하였는데, 때문에 M31 까지의 거리 측정 뿐만 아니라 다른 은하들 까지의 거리 측정 방법이 배가되었다.

## 전파 방출
안드로메다 은하에서의 전파 방출은 조드럴 뱅크 천문대의 핸버리 브라운과 시럴 해저드가 218 피트 트랜싯 망원경을 통해 처음으로 관측하였는데, 1950년에 그 사실을 발표하였다. (전파 천문학의 선구자인 그로트 리버가 1940년에 그보다 더 일찍 관측하였으나 확정적이지 않다) 1950년대에는 케임브리지 전파 천문학 연구 집단(Cambridge Radio Astronomy Group)의 존 볼드윈과 그의 동료들을 통해 은하에 관한 첫 전파 지도가 만들어졌다. 2C 전파 천문 목록에서 안드로메다 은하의 핵은 2C 56으로 수록되었다.

## 안드로메다 은하의행성 발견
2009년에는 안드로메다 은하에서 행성이 처음으로 발견되었다. 이 행성 후보는 무거운 천체에 의해 배경 별의 빛이 휘어짐을 야기하는, 중력 렌즈라 불리는 기법을 통해 발견되었다.

## 옛날의 거리 측정

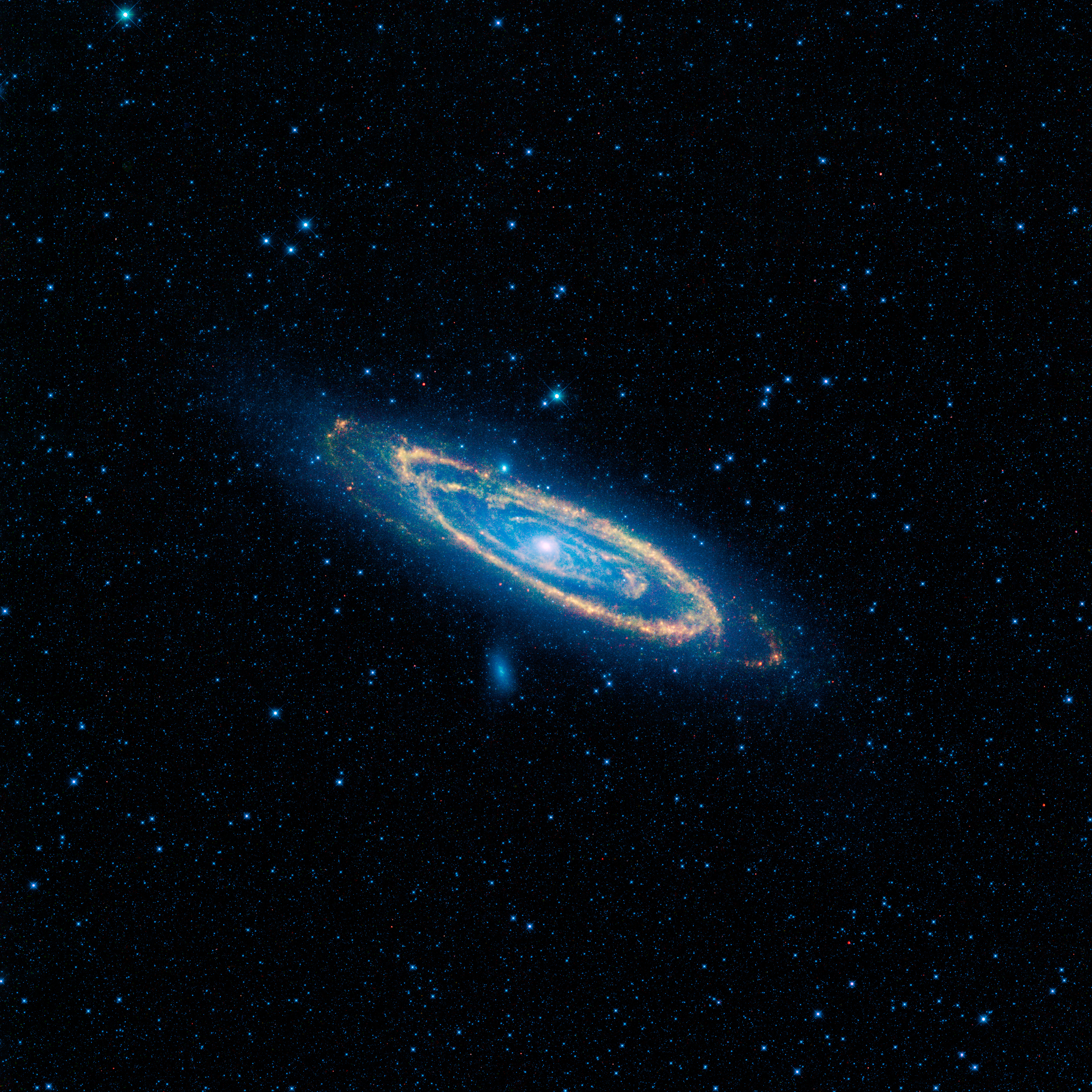
NASA의 광역 적외선 탐사선이 촬영한 안드로메다 은하.

안드로메다 은하의 추산 거리는 1953년에 세페이드 변광성의 어두운 유형이 발견되었을 때 두 값으로 나뉘었다. 1990년대, 표준 적색거성과 적색군 별에 관한 히파르코스 위성의 측정이 세페이드 변광성으로 추정된 거리를 눈금화하는 데 이용되었다.

## 형성 및 역사
2010년에 한 천문학자 연구 집단의 연구에 따르면, 안드로메다 은하는 50억~90억 년 전에 두 작은 은하의 충돌로 형성되었다고 한다.
2012년 연구에서는 안드로메다 은하의 탄생에서 시작하는 기본적인 역사에 관한 개요가 작성되었다. 연구에 따르면 안드로메다 은하는 대략 100억 년 전에 수많은 작은 원시 은하들의 병합을 통해 오늘날 우리가 보는 것보다 작은 형태로 형성되었다고 한다.
안드로메다 은하의 역사에 관해서 가장 중요한 사건은 앞에서 언급했던, 80억 년 전 쯤에 발생한 병합이다. 그러한 격변적인 충돌로 안드로메다 은하의 (금속 풍부)헤일로 대부분이 형성되었으며, 원반이 확장되면서 안드로메다 은하의 별의 형성이 매우 활발하게 일어났다. 때문에 안드로메다 은하는 이 때부터 약 1억 년 간 발광 적외선 은하였을 것이다. 안드로메다 은하와 삼각형자리 은하(M33)는 2~40억 년 전에 한 번 매우 가까이 스쳐 지나간 적이 있다. 이 사건으로 안드로메다 은하의 원반에는 높은 수준의 별의(심지어 구상 성단 일부도) 형성이 촉발되었으며, 삼각형자리 은하의 외곽 원반이 흐트러졌을 것이다.
지난 20억 년 사이에도 별의 형성이 일어나 왔지만, 그 전에 비해서는 훨씬 작은 수준이다. 이 시기에 안드로메다 은하의 원반 도처에서의 별의 형성은 비 활동에 가까운 수준으로 감소하였을 것으로 추정되었다. 그러나 그러한 활동은 최근 들어서 비교적 증가하였다. 안드로메다 은하와, 그에 흡수되고 있는 M32나 M110, 또는 다른 위성 은하들은 서로 상호작용하고 있는데, 이러한 상호 작용을 통해 안드로메다 은하의 거대한 성류와 같은 구조들이 형성되어 왔다. M31의 중심에서 발견된 역 회전(counter-rotating) 기체 원반과 그 속의 상대적으로 어린(1억 년 정도의) 항성 개체들의 존재를 통해 약 1억 년 전에 은하 병합이 있었던 것으로 추정된다.

## 최근의 거리 추정
안드로메다 은하 까지의 거리를 측정하는데 적어도 네 개의 서로 다른 기법이 사용되어 왔다.
2003년의 적외선 표면 밝기 요동(I-SBF)과 2001년 프리드먼 등의 새로운 주기-광도 값에 관한 개선 및 (O/H)에서 -0.2 등급/dex의 중원소 함량 정정을 이용하여 추산된 거리는 257 ± 6만 광년(1.625×1011 ± 3.8×109 AU)이다.

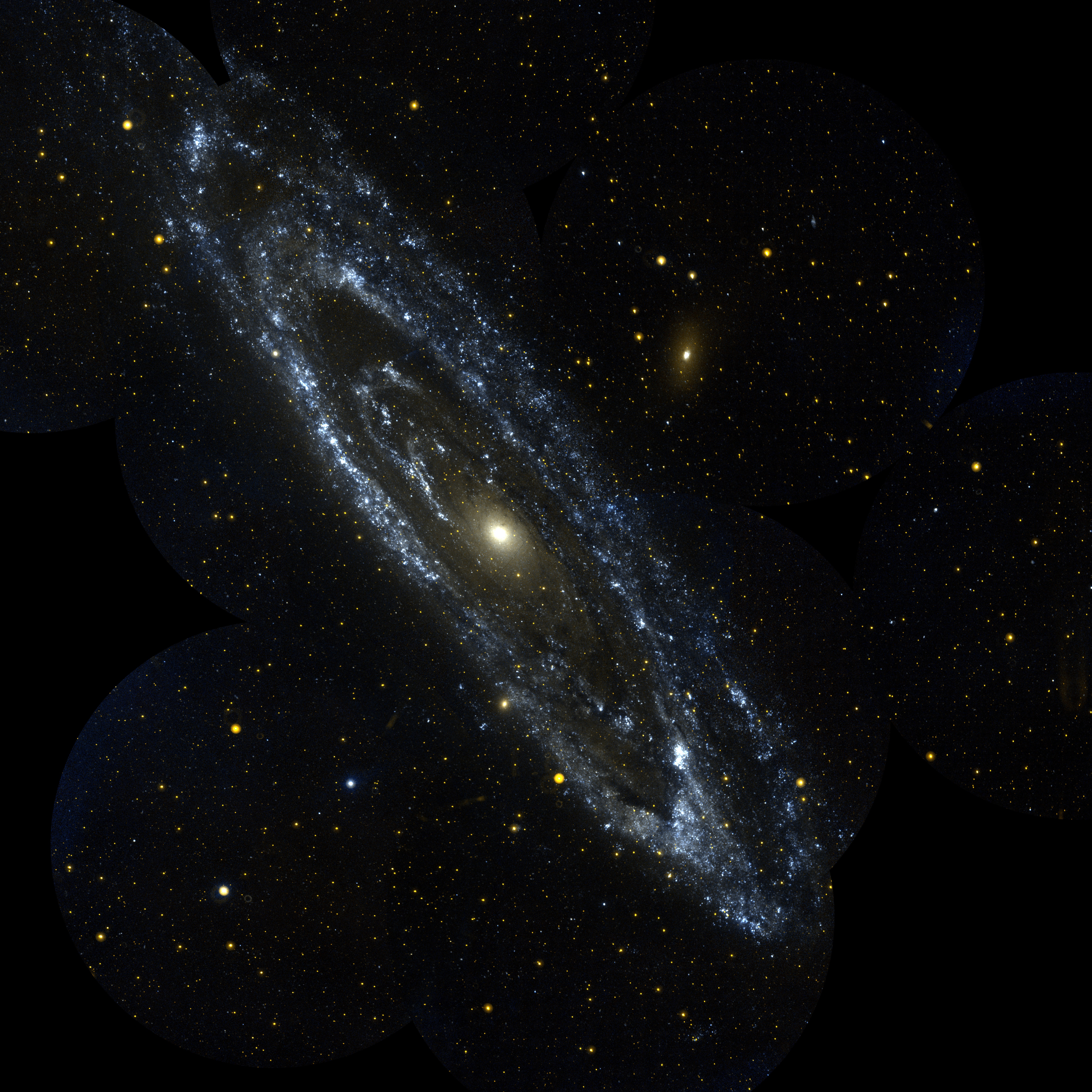
갈렉스가 자외선 영역에서 촬영한 안드로메다 은하.

2004년에 발표된 세페이드 변광성을 이용한 방법으로 추정된 거리는 251 ± 13만 광년(770 ± 40 kpc)이다.

## 식쌍성 발견
2005년, 스페인 국립 연구회(CSIC)의 이그나시 리바스와 그의 동료들은 안드로메다 은하에서 식쌍성의 발견을 발표하였다. M31 VJ00443799+4129236으로 명명된 이 식쌍성은 두 개의 밝고 뜨거운 O형 및 B형의 청색 항성으로 이루어져 있다. 천문학자들은 약 3.54969 일에 한 번씩 발생하는 별의 식에 관한 연구를 통해서 이들의 크기를 측정할 수 있었다. 별의 크기와 온도를 알고 있다면 이들의 절대 등급을 구할 수 있다. 그리고 겉보기 등급(관측을 통해 이루어짐)과 절대 등급을 알고 있다면, 그 별 까지의 거리를 측정할 수 있다. 이러한 방법을 통해 측정된 별과의 거리는 252 ± 14만 광년(1.594 ×1011 ± 8.9 × 109 AU)이며 안드로메다 은하 자체는 대략 250만 광년(1.6 × 1011 AU) 거리로 추정된다. 이렇게 새로이 측정된 값은 세페이드 변광성에 기반한 이전의 거리 값과 정확히 일치한다.

## 식쌍성을 이용한 거리 측정
안드로메다 은하는 거리 측정에 적색거성가지의 첨단부(TRGB) 기법을 사용할 수 있을 정도로 가까운데, 2005년에 이를 통해 측정된 은하 까지의 거리는 256±8만 광년(1.619×1011 ± 5.1×109 AU)이다.
모든 거리 측정 값을 종합하면, 안드로메다 은하 까지의 거리는 평균 254 ± 11만 광년(1.606 × 1011 ± 7.0 × 109 AU)이다. 그리고 측정된 시직경 4.96˚을 통해 삼각법의 활용으로 얻을 수 있는 안드로메다 은하의 장축은 220 ± 3 kly(67,450 ± 920 pc)이다.

## 헤일로 질량

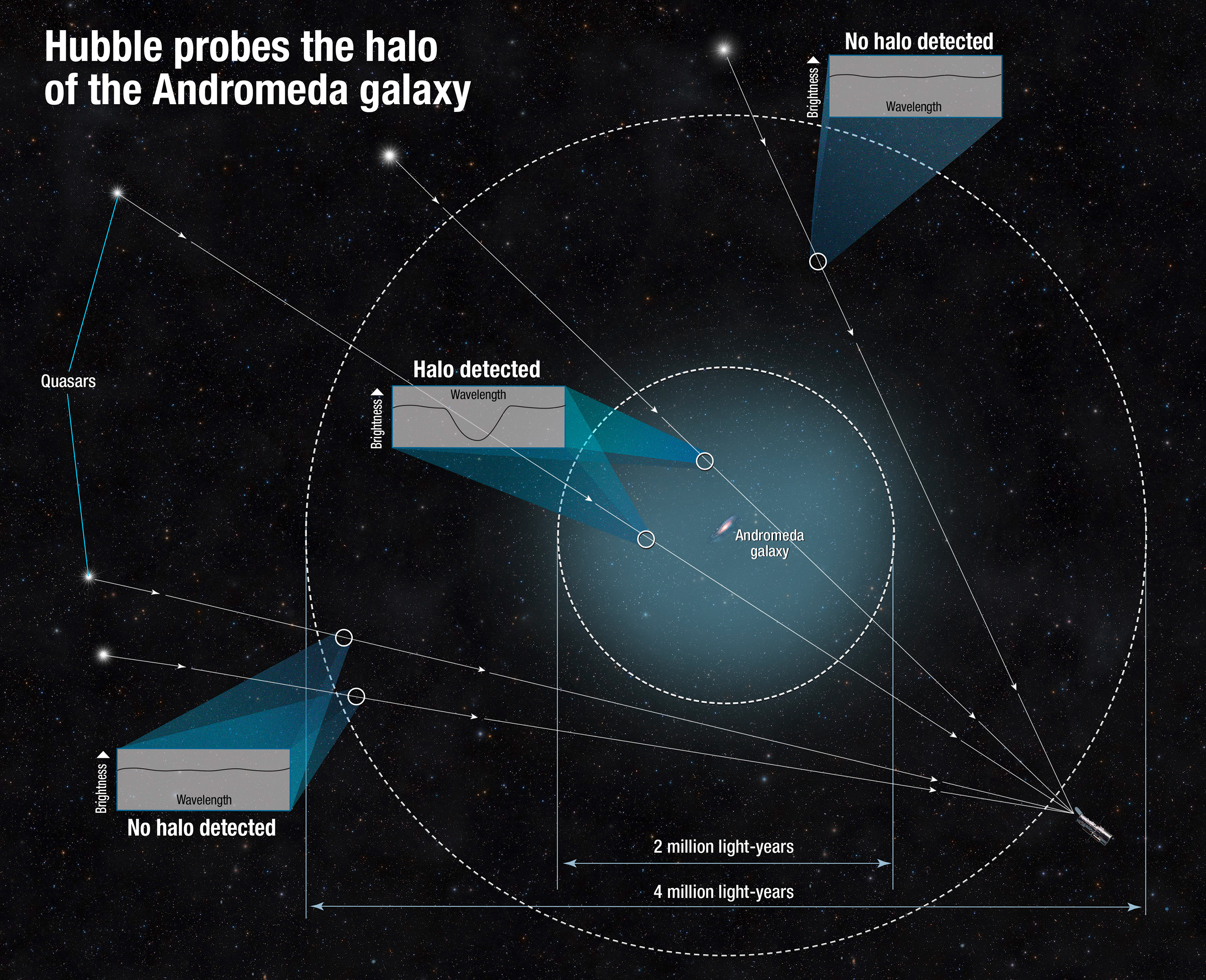
안드로메다 은하 주변의 거대한 헤일로.

암흑물질을 포함한 안드로메다 은하의 헤일로에 관한 질량 측정은 대략 1.5 × 1012 M☉(또는 약 1.5조 태양질량)이라는 값을 산출하였다. 이에 비해 우리 은하의 질량은 8 × 1011 M☉이다. 이는 안드로메다 은하가 우리 은하와 질량이 거의 같아 보인다는 이전의 측정과는 상반된다. 그렇지만 안드로메다 은하의 은하구가 실제로 우리 은하보다 더 높은 항성 밀도를 가지고 있으며, 은하의 항성 원반은 우리 은하의 것보다 약 두 배에 해당하는 크기를 가지고 있다. 안드로메다 은하의 총 항성들의 질량은 약 1.1 × 1011에서 1.5 × 1011 M☉으로 추정되는데, (즉 우리 은하의 항성 질량보다 두 배 정도로 무겁다) 다른 측정에 따르면 그 질량의 약 30%가 중심의 팽대부에 있으며, 56%는 원반, 그 나머지 14%는 헤일로에 있다.

## 성간 매질
안드로메다 은하의 성간 매질은 중성 수소의 형태로 적어도 약 7.2 × 109 M☉, 수소 분자 형태(가장 안쪽에서 10 킬로파섹 이내에)로 최소 3.4 × 108 M☉, 티끌의 형태로 5.4 × 107 M☉으로 이루어져 있다.

## 헤일로
2015년에 발표된 허블 우주 망원경의 도움을 통해 진행된 연구에서는 안드로메다 은하를 감싸는 뜨거운 기체로 이루어진 거대하고 무거운 은하 헤일로를 발견하였다. 이 헤일로는 안드로메다 은하 그 자체에 있는 별의 질량의 절반을 포함하는 것으로 추정된다. 2015년 5월 7일 기준으로, 이 헤일로는 이전에 측정된 값보다 대략 여섯 배는 크며 1,000배는 무겁다. 거의 보이지 않는 이 헤일로는 주인 은하인 안드로메다 은하로부터 약 백 만 광년까지 뻗어있다. 이는 우리 은하까지 거리의 절반에 해당한다. 은하에 관한 모의실험들은 이 헤일로가 안드로메다 은하와 동시에 형성되었음을 시사한다. 헤일로에는 초신성을 통해 형성된, 수소 및 헬륨보다 무거운 원소들이 풍부하며, 그 본질은 색등급도의 녹색 협곡(Green Valley)에 위치한 은하로 예측된다.(아래 참고) 안드로메다 은하의 항성 원반에서 발생하는 초신성은 은하 바깥 공간으로 중원소를 방출한다. 안드로메다 은하의 일생 동안, 중원소의 거의 절반이 초신성에 의해 만들어져 직경 20만 광년의 항성 원반 바깥으로 방출되었다.

## 우리 은하와의 항성 수 비교
안드로메다 은하는 우리 은하보다 훨씬 더 많은 별들을 가지고 있는 것으로 보인다.

## 항성들의 종족 및 나이
이들은 대개 연령이 7×109년 이상인 늙은 별이며, 추정되는 안드로메다 은하의 광도는 ~2.6×1010 L☉이다.

## 항성들의 광도 측정
안드로메다 은하의 항성들의 광도는 우리 은하의 광도보다 약 25% 크다.

## 항성들의 광도 측정의 어려움
지구에서 보았을 때 안드로메다 은하의 높은 경사와 자체(별)의 빛을 흡수하는 은하의 성간 티끌로 인해 실제 밝기를 측정하기가 어렵다.

## 절대 등급
다른 연구자들이 안드로메다 은하의 광도에 관해 각자 다른 값을 산출하기도 하였는데, 이들에 따르면, 안드로메다 은하는 우리 은하의 반경 10 메가파섹 이내에서 솜브레로 은하 다음, 즉 두 번째로 밝은 은하라고 한다. 여기서 추산된 은하의 절대 등급은 -22.21 등급 또는 그에 가깝다.
2010년에 스피처 우주 망원경의 도움으로 이루어진 측정에서는 안드로메다 은하의 절대 등급(청색 대역)이 -20.89 등급(+0.63의 색지수를 갖고 있으므로 가시 절대 등급은 -21.52 등급, 참고로 우리 은하는 -20.9 등급)이다. 모든 대역에서 안드로메다 은하의 총 광도는 3.64×1010 L☉임을 시사하였다.

## 항성 생성률
우리 은하의 별 형성률이 연간 약 3~5 태양질량인데 비해, 안드로메다 은하는 연간 약 1 태양질량으로 우리 은하보다 훨씬 낮다. 우리 은하의 초신성 발생률 또한 안드로메다 은하의 값보다 두 배나 크다. 이는 안드로메다 은하가 이전에 대규모의 별의 형성 단계를 한 번 겪은 적이 있었으나 현재는 우리은하가 더 활동적인 별의 형성 단계를 겪고 있는 것에 비해서 거의 정적에 가까운 단계임을 시사한다. 이런 상태가 계속되면 안드로메다 은하의 광도는 우리 은하의 광도에 따라잡히게 된다.
최근의 연구에 따르면 안드로메다 은하는 우리 은하처럼 은하의 색등급도에서 녹색협곡(green valley)으로 알려진, 청색구름(blue cloud)에서 적색렬(red sequence)으로의 전이 과정에 있는 은하들이 위치한 영역에 있다고 한다. 여기서 청색구름은 별의 형성 활동이 활발한 은하의 분류군, 적색렬은 별의 형성 활동이 부족한 은하의 분류군을 일컫는다. 녹색협곡 은하에서의 별의 형성 활동은 성간매질의 별 형성 기체를 거의 다 소진했기 때문에 느리다. 이와 유사한 특성을 가진 은하 모의 실험에 따르면, 별의 형성은 예측되는 안드로메다 은하와 우리 은하의 충돌로 인해 별 형성률이 짧은 기간 동안 증가하다가 현재로부터 약 50억 년 이내에 끝날 것이라고 한다.

## 보클레르-샌디지의 확장 분류 체계에서의 형태

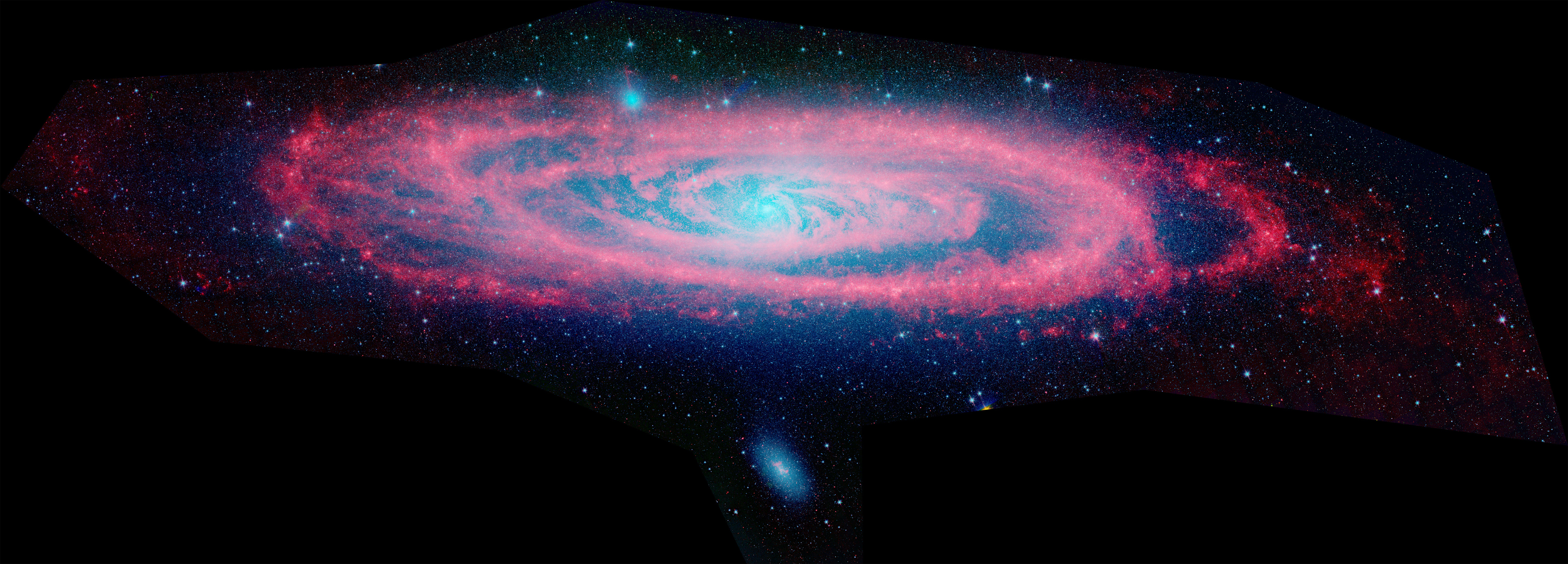
스피처 우주 망원경이 적외선 영역에서 촬영한 안드로메다 은하. 스피처 망원경은 NASA의 네 가지 위대한 우주 관측선 중 하나이다.

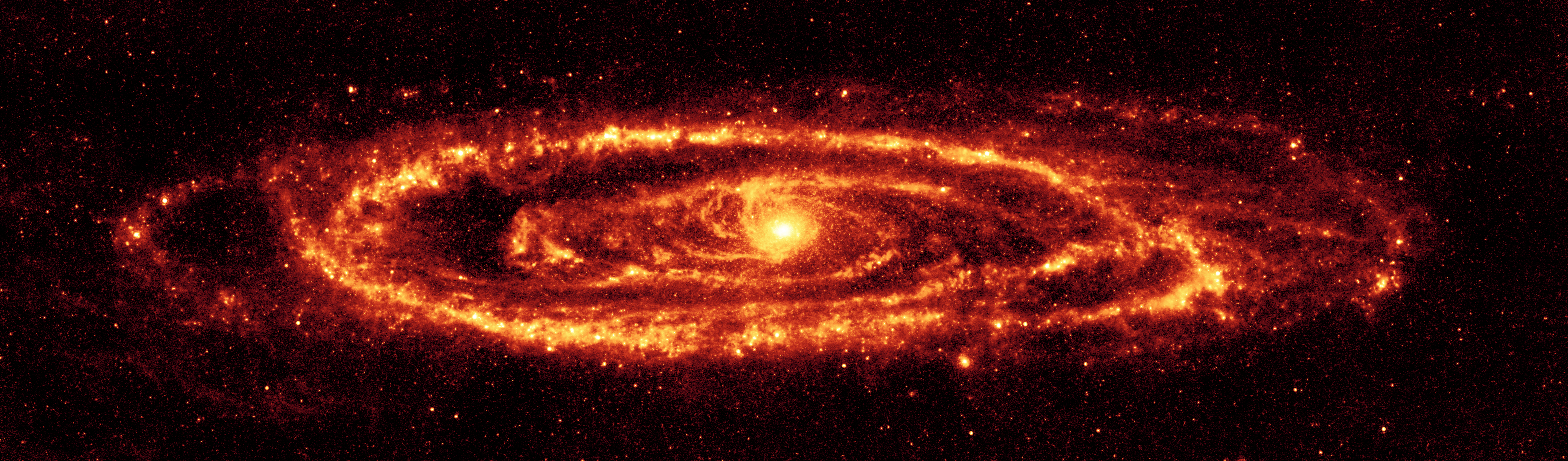
스피처 망원경이 24 마이크로미터 적외선 영역에서 촬영한 안드로메다 은하. (제공:NASA/JPL–칼텍/K. Gordon, 애리조나 대학교)

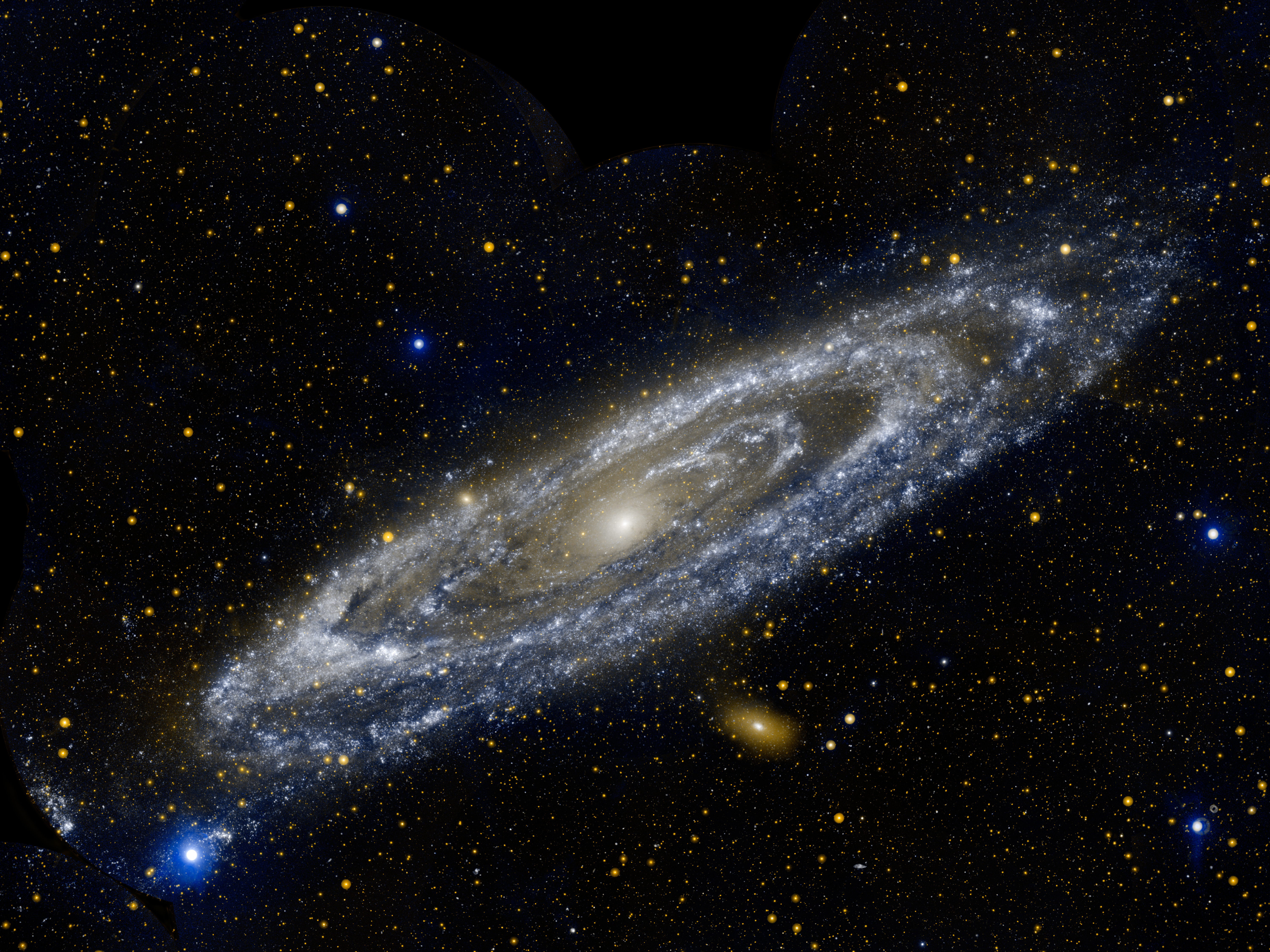
은하 진화 탐사선이 촬영한 안드로메다 은하. 청백색 대역에서 두드러지게 보이는 은하의 고리들은 어리고 뜨거우며 무거운 별들의 보금자리 근처에 있다. 현재 별의 형성이 이루어지는 밀한 고치 구름 영역을 뒤따라가는 이러한 고리들에 대해 암청 회색으로 보이는 차가운 티끌로 이루어진 띠가 삭막하게 보인다. 가시광선에서 봤을 때, 안드로메다 은하의 고리는 나선팔처럼 보이지만, 자외선 영역에서 보았을 때는 예전에 NASA의 스피처 우주 망원경이 적외선에서 본 것처럼 고리형에 가까운 구조가 드러난다. 천문학자들은 스피처 망원경을 통해 이러한 고리들이 안드로메다 은하가 이웃 M32와 2억 년도 더 전에 정면 충돌을 겪었음에 대한 증거로 이해하고 있다.

가시광선 대역에서의 관측을 기반으로, 안드로메다 은하는 나선 은하에 관한 드 보클레르-샌디지의 확장 분류 체계에서 SA(s)b형 은하로 분류된다. 그러나 2MASS 탐사에서의 자료는 안드로메다 은하의 팽대부가 상자 모양의 외양을 가진다는 것을 보여주는데, 이는 은하가 실제로 우리 은하와 같은 막대나선은하이며, 안드로메다 은하의 막대가 은하의 장축을 따라 거의 직접적으로 관측됨을 암시한다.

## 항성 구조
2005년에 천문학자들은 켁 망원경을 이용하여 은하에서 바깥으로 뻗어나가는 미약한 항성 구조가 실제로 주 원반 자체의 일부임을 보여주었다. 이는 안드로메다 은하의 나선형 항성 원반의 직경이 이전에 측정된 직경보다 세 배나 더 크다는 사실을 의미한다. 이렇게 거대한 항성 원반은 은하의 직경이 22만 광년(67 kpc)이라는 증거가 된다. 안드로메다 은하의 크기에 관한 예전의 측정값은 7만 광년에서 12만 광년(21 ~ 37 kpc) 범위에 이르렀다.

## 지구에 대한 경사각
은하는 지구에 대해 77˚의 경사를 가진 것으로 추정된다. 여기서 90˚의 경사각에 있는 은하는 가장 자리만을 보게 된다. 은하의 단면 형상에 관한 연구에서 안드로메다 은하는 단순한 평탄한 원반이 아니라 S자로 구부러진 모양임을 보여준다. 그러한 굽힘의 이유로는 아마 안드로메다 은하 주변 위성 은하와의 중력 상호 작용 때문일 것이다. 삼각형자리 은하 또한 안드로메다 은하의 나선팔의 굽힘에 어느 정도 원인이 될 것으로 여겨지는데, 더 정밀한 거리 및 시선속도에 관한 연구가 필요하다.

## 회전 속도
안드로메다 은하에 관한 분광학적 연구들을 통해 안드로메다 은하의 중심핵으로부터 반경 거리에 따른 회전 속도에 관한 상세한 측정이 이루어졌다. 회전 속도는 중심핵으로부터 약 1,300 광년(8,200만 AU) 지점에서 초속 약 225 킬로미터(140 mi/s)로 최대값을 가지며, 최소값은 중심핵으로부터 7,000 광년(4억 4천만 AU) 지점에서 초당 약 50 킬로미터로 추정된다. 그 이후부터 회전속도는 중심 반경 약 33,000 광년(2.1×109 AU) 지점까지 상승하여, 250 km/s(160 mi/s)에서 정점을 이룬다. 그 이상의 거리에서 속도는 점차 감소하여 반경 80,000 광년(5.1×109 AU) 지점에서는 약 200 km/s(120 mi/s)에 이른다. 이러한 속도 측정은 중심핵에 약 6×109 M☉이 집중되어 있음을 시사한다. 은하의 총질량은 45,000 광년(2.8×109 AU)까지 선형적으로 증가하는데, 그 이후에서는 더 완만하게 증가한다.

## 나선팔 H II 영역의 연구
안드로메다 은하의 나선팔은 연속적인 H II 영역을 보여주는데, 발터 바데에 의해 처음으로 상세하게 연구되었다. 바데는 이를 "실에 꿰인 구슬"과 같다고 묘사하였다.

## 발터 바데에 의한 나선팔 연구
그의 연구는 꽉 감긴 것처럼 보이지만, 우리 은하의 것보다는 좀 더 느슨하게 감긴 두 개의 나선팔을 보여주었다. 각 나선팔이 안드로메다 은하의 장축을 교차하는, 그러한 나선 구조에 관해 그는 다음과 같이 기술하였다.§pp1062§pp92
| 나선팔 (N=북쪽에서 은하의 장축과 교차, S=남쪽에서 은하의 장축과 교차) | 중심으로부터의 거리 (분) (N*/S*) | 중심으로부터의 거리 (kpc) (N*/S*) | 각주                                                        |
| --------------------------------------------------------------------- | -------------------------------- | --------------------------------- | ----------------------------------------------------------- |
| N1/S1                                                                 | 3.4/1.7                          | 0.7/0.4                           | H II 영역의 OB 성협이 없는 티끌 나선팔.                     |
| N2/S2                                                                 | 8.0/10.0                         | 1.7/2.1                           | OB 성협이 어느 정도 존재하는 티끌 나선팔.                   |
| N3/S3                                                                 | 25/30                            | 5.3/6.3                           | N2/S2와 유사하나, H II 영역이 약간 더 많다.                 |
| N4/S4                                                                 | 50/47                            | 11/9.9                            | 수많은 OB 성협, H II 영역으로 이루어져 있으며, 티끌이 적다. |
| N5/S5                                                                 | 70/66                            | 15/14                             | N4/S4와 유사하나, 훨씬 희미하다.                            |
| N6/S6                                                                 | 91/95                            | 19/20                             | 느슨한 OB 성협들이 있다. 티끌은 보이지 않는다.              |
| N7/S7                                                                 | 110/116                          | 23/24                             | N6/S6와 유사하나, 희미하여 눈에 띄지 않는다.                |

안드로메다 은하가 거의 가장자리만 보이기 때문에 은하의 나선 구조에 관한 연구는 어려운 편이다. 사진 상으로는 앞에서 언급한 것과 같이 시계 방향으로, 중심으로부터 대략 1,600 광년(1억 AU) 거리에서 시작하여 최소 약 13,000 광년(8억 2천만 AU)까지 뻗어 있는 독립된 두 나선팔이 감긴 정상나선은하가 보이지만, 안드로메다 은하가 단일 나선팔 구조로 되어 있거나, 길다란 필라멘트형의 양털나선 구조, 얇은 나선구조와 같은 다른 대안적인 나선 구조를 갖고 있다는 연구들이 발표되어 왔다.

## 나선 구조 왜곡의 원인
나선 구조의 왜곡에 관한 가장 신빙성 있는 이유로는 위성은하인 메시에 32와 메시에 110과의 상호작용이다. 이것은 별들에 대한 중성수소 구름의 변위를 통해 확인할 수 있다.

## 고리 은하 형태로의 진화
1998년, 유럽 우주국의 적외선 우주 관측선이 촬영한 사진에서 안드로메다 은하의 전반적인 형태가 고리 은하의 형태로 전이하고 있음을 보여주었다. 안드로메다 은하 속의 기체 및 티끌은 보통 여러 개의 겹쳐진 고리 구조를 이루는데, 그 중 특히 뚜렷한 고리 구조는 중심핵으로부터 반경 32,000 광년(2.0×109 AU) 거리에 있는 것이다. 이 고리에는 일부 천문학자들을 통해 "불의 고리"(ring of fire)라는 별명이 붙여졌다. 이 고리는 가시광선 영역에서 은하를 관찰했을 때 보이지 않는데, 그 이유는 고리가 주로 차가운 티끌과 수많은 별 형성 영역으로 이루어져 있기 때문이다.

## 분할된 나선 구조
스피처 우주 망원경의 도움을 통한 이후의 연구에서는 적외선 영역에서 안드로메다 은하의 나선 구조가 중심 막대에서 시작하여 앞에서 언급한 거대한 고리 너머에서도 계속 이어지는 두 개의 나선팔로 어떻게 구성되어 보이는지를 보여준다. 그러나 이러한 나선팔들은 실제로 연속적이지 않으며 분할된 구조라고 한다.

## 메시에 32와의 상호 작용
같은 스피처 우주 망원경을 이용한 안드로메다 은하의 안쪽 영역에 관한 조사 역시 작은 티끌 고리 구조를 보여주었는데, 이것은 2억 년 또는 그보다 더 이전부터 시작된 메시에 32와의 상호 작용으로 인해 형성되어온 것으로 추정된다. 이에 관한 모의실험들은 작은 은하가 안드로메다 은하의 후극축(latter's polar axis)을 따라 은하 원반을 관통하였음을 보여준다. 이 충돌로 인해 메시에 32은 절반 이상의 질량을 상실하였으며 안드로메다 은하에 고리 구조가 형성되었다. 무게중심으로부터 편차를 갖는 새로이 발견된 안쪽의 고리형 구조를 포함한, 안드로메다 은하에서 나타나는 길고 거대한 기체 고리의 동시 존재는 위성 은하인 메시에 32와 거의 정면으로 충돌했다는 수레바퀴 근접(Cartwhell encounter)의 중간형임을 암시한다.

## 헤일로 항성
안드로메다 은하의 거대한 헤일로에 관한 연구는 은하 헤일로가 우리 은하의 헤일로와 거의 같음을 보여주는데, 헤일로에 있는 별들은 일반적으로 "금속 부족성"이며, 먼 거리에서 점점 더 멀어지고 있다. 이것은 두 은하가 유사한 진화적 경로를 따랐음을 시사한다. 이 둘은 지난 120억 년 간 대략 100개에서 200개 사이의 저질량 은하들을 강착하여 소화하였을 것으로 여겨진다. 안드로메다 은하와 우리 은하의 헤일로에 있는 별들의 분포는 두 은하 사이의 거리의 대략 3분의 1까지 뻗쳐있다.

## 이중 은하핵의 구조

HST가 촬영한 이중 구조를 보여주는 안드로메다 은하의 핵. NASA/ESA 사진

안드로메다 은하의 중심부에는 밀집 성단이 위치한 것으로 알려져 있다. 대형 망원경으로 은하를 관찰할 때 무정형의 팽대부에서 보이는 항성 상은 이 밀집 성단에 의한 것이다. 은하핵의 광도는 매우 밝은 구상 성단의 광도보다 훨씬 크다.

## 이중 은하핵의 관측 역사
1991년, 토드 R. 라우어는 허블 우주 망원경의 WFPC 카메라를 이용하여 안드로메다 은하의 내부에 있는 은하핵을 촬영하였다. 은하핵은 1.5 파섹(4.9 광년) 이내에서 두 개의 집중 분포로 나뉜다. P1으로 명명된 밝은 집중 분포는 은하의 중심으로부터 편중되어 있다. 그보다 어두운 집중 분포 P2는 은하의 진 중심과 맞아 떨어지며, 1993년에 3~5×107 M☉으로, 2005년에는 1.1~2.3×108 M☉으로 측정된 초대질량 블랙홀을 포함하고 있다.

## 이중 은하핵 주변 물질의속도 분산
그 주변 물질의 속도 분산은 ≈ 160 km/s로 측정되었다.

## 밀집 원반
관측된 이중 은하핵에 관해 스코트 트레마인은 P1의 실체가 항성 원반이라면 중심 블랙홀 주변을 편심 궤도로 돌고 있을 것이라고 설명하였다. (큰)궤도 이심률이 궤도 원점에서 궤도 운동을 하는 별들을 오래 머물게 만들면서 그 지점에서 수많은 별들의 집중 분포가 형성된다. P2 또한 분광형 A형의 뜨거운 별들로 이루어진 밀집 원반을 갖고 있다. A형 별은 적색형 필터에서 눈에 띄지 않지만, 청색 및 자외선 필터에서는 이들이 은하핵에서 가장 눈에 띄기 때문에 P1보다 P2가 더 뚜렷하게 보이게 된다.

## 이중 은하핵의 원인
발견 초기에 이중 은하핵의 밝은 부분이 안드로메다 은하에 의해 "잡아먹힌" 작은 은하의 잔재일 것이라고 가설화되었으나, 현재는 더 이상 신빙성 있는 설명으로 간주되지 않는다. 그 이유는 그러한 은하핵이 중심 블랙홀에 의한 조석 파괴로 인해 극도로 짧은 수명을 갖기 때문이다. 이것은 P1이 P1 자체를 안정화 시킬 수 있는 자체의 블랙홀을 가지고 있음으로써 부분적으로 해결할 수 있지만, P1 속의 별의 분포는 그 중심에 블랙홀이 없음을 암시한다.

## 엑스선 관측의 역사

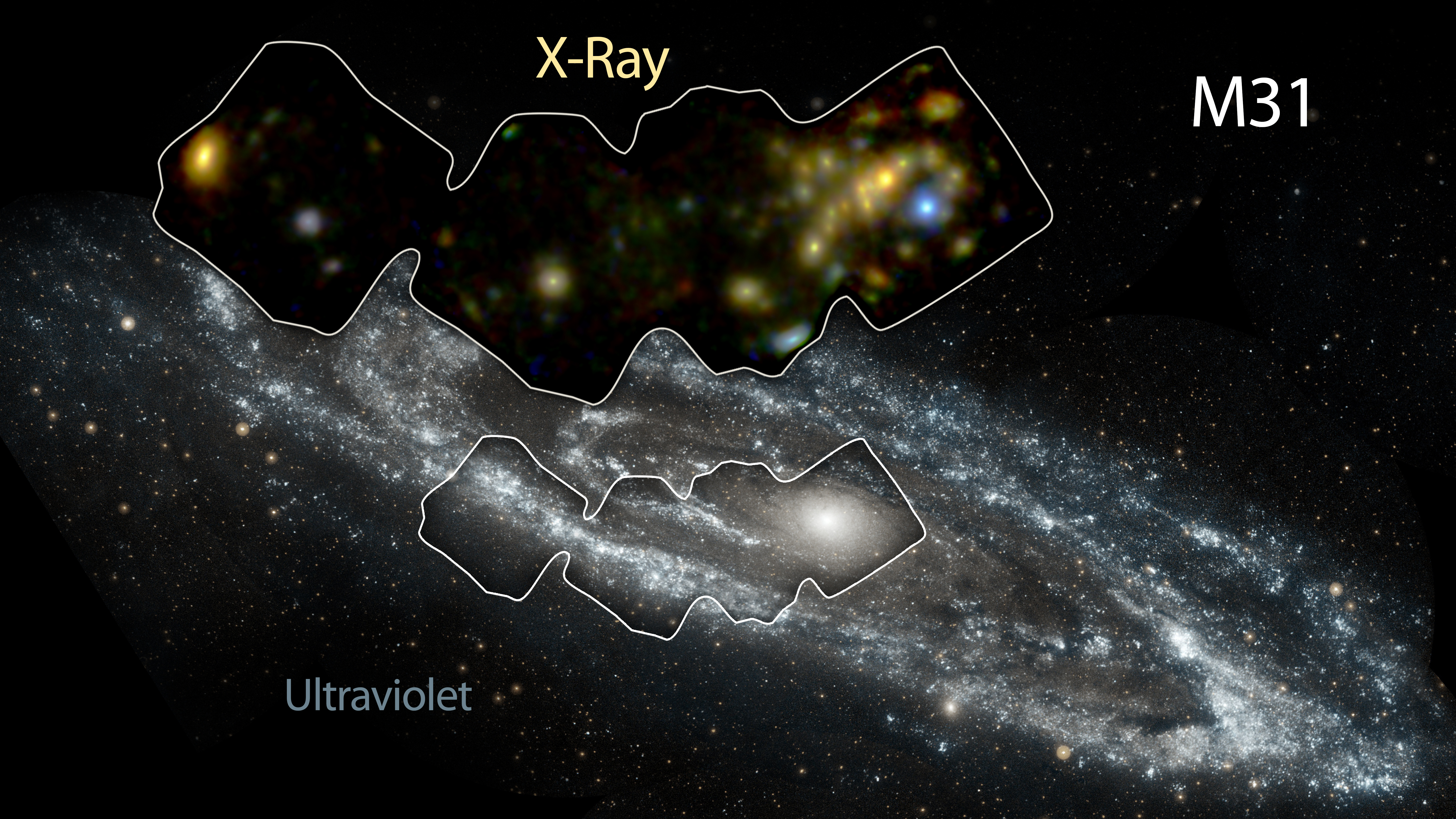
고에너지 엑스선 및 자외선 영역에서 본 안드로메다 은하.(2016년 1월 5일)

1968년까지, 겉보기에 안드로메다 은하로부터 탐지된 엑스선은 없었다. 1970년 10월 20일, 안드로메다 은하에서 오는 약한 엑스선을 관측할 수 있는 기구를 탑재한 풍선 비행이 이루어졌다.

## 엑스선 광원의 후보 천체
ESA의 XMM-뉴턴 우주 망원경을 통해 안드로메다 은하에서 다중 엑스선 광원이 관측되어 왔다. 이에 관해 로빈 바너드 등은 이들이 블랙홀 또는 중성자별 후보일 것이라고 주장하였다. 이들은 유입 기체를 수 백만 켈빈으로 가열하여 엑스선을 방출하게 만든다. 중성자별의 스펙트럼은 블랙홀로 추정되는 것과 동일하지만, 추정 질량을 통해 구분할 수 있다.

## 구상 성단
안드로메다 은하에 속박된 구상 성단으로, 460여개의 구상 성단이 있다.

## 폭발적 항성 생성의 원인
이렇게나 폭발적인 별 형성은 초신성 폭발, 초거품 붕괴 등의 일반적인 국지적 성운의 형성 요인이 아니라 대규모 성운의 형성 요인인 원반 규모의 가스 불안정화, 특히 고리 구조간 충돌에서 유발되었을 가능성이 높다고 점쳐지고 있다.

## 2개로 갈라진고리 구조
NGC 206이 위치해 있는 10 Kpc 고리의 왼쪽 지역을 보면 고리 구조가 2개로 갈라져 있는 것이 확인되는데, 이 교차점의 남쪽 지역에 NGC 206이 위치해 있다.

## 성협의 폭발적 항성 생성의 원인
따라서 논문에서는 NGC 206이 약 3,000만 년 전 두 고리 구조 간 충돌로 인해 촉발된 별 형성으로 인해 형성되었다.

## 성협의 마지막 폭발적 항성 생성의 시기
성협의 마지막 폭발적 항성 형성 활동은 약 1,000만 년 전에 발생되었을 것으로 결론내렸다.

## 성협의 마지막 별 형성 활동
이러한 별 형성 활동의 흔적은 NGC 206의 북쪽에 간신히 남아 있는 성운 구조에서 확인할 수 있다.

## 무거운 구상 성단
이들 중 가장 무거운 성단은 일 구상 성단(Globular One)으로 명명된 메이올 II로 확인되었는데, 국부 은하군에 있는 은하의 구상 성단 중에서 가장 밝다. 성단은 수 백만 개의 별들을 포함하며, 우리 은하에서 가장 밝은 구상 성단인 센타우루스자리 오메가의 밝기의 두 배에 해당한다. 1 구상 성단(또는 G1)은 수 백만 개의 항성을 갖고 있는 만큼 평범한 구상 성단에 비해 매우 무겁다. 그 때문에, 일부는 G1을 먼 과거에 안드로메다 은하에 흡수된 왜소 은하의 핵으로 간주하기도 한다. 가장 큰 표면 밝기를 가진 구상 성단은 안드로메다 은하의 남서부 나선팔의 동부 중간에 위치한 G76이다. 037-B327으로 명명된 또 다른 무거운 구상 성단이 2006년에 발견되었는데, 이 성단은 안드로메다 은하의 성간 티끌로 인해 크게 적색화 되었는데, G1보다 더욱 무거울 것으로 여겨지며, 따라서 국부 은하군에서 가장 거대한 성단으로 여겨졌다. 그러나 다른 연구에 따르면 이 성단이 실제로 G1의 물리량과 비슷하다고 한다.

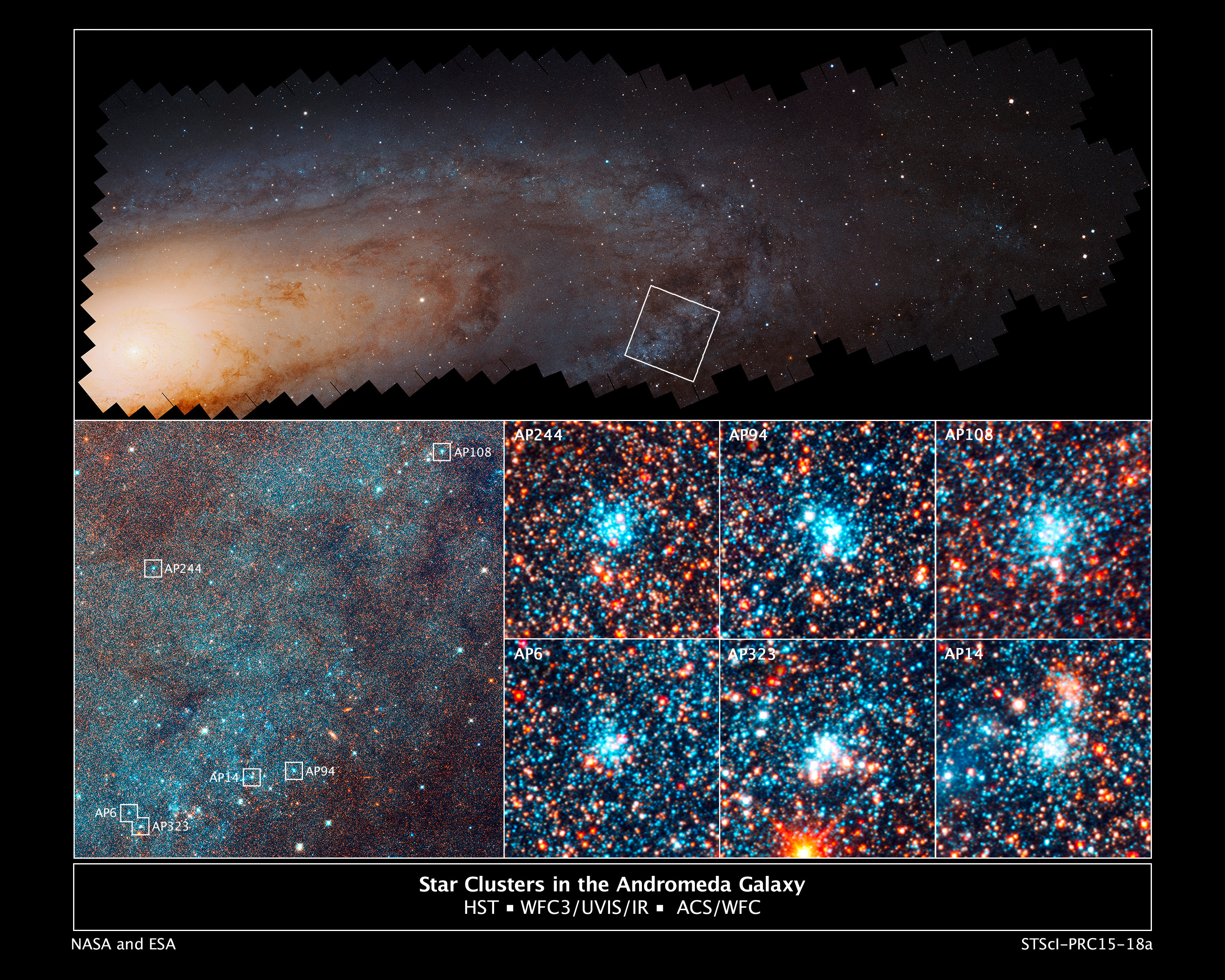
안드로메다 은하 속의 구상 성단.

## 구상 성단의 전반적인 연령
안드로메다 은하의 구상 성단은 그 자체가 은하의 연령만큼 늙은 성단부터 수 백만 년에서 50억 년 사이의 연령대의 매우 어린 항성계까지 다양한데, 상대적으로 작은 연령 분산(범위)을 보이는 우리 은하의 구상 성단에 비해 훨씬 큰 연령 범위를 갖고 있다.

## 새로운 형태의초밀집 구상성단
2005년에는 천문학자들이 안드로메다 은하에서 전적으로 새로운 유형의 성단을 발견하였다. 새로이 발견된 성단은 수 십만 개의 별들을 포함하고 있는데, 구상 성단에서 볼 수 있는 별들의 수와 비슷하다. 구상 성단과 차이를 보이는 점은, 이것이 폭 수백 광년으로 구상 성단보다 훨씬 크며 그에 따라 밀도가 구상 성단보다 수백 배나 작다는 것이다. 따라서 별들 사이의 거리는 구상 성단의 경우보다 이들의 경우가 훨씬 크다.

## 퀘이사의 발견 및 관측 역사
2012년에는 작은 블랙홀이 전파 폭발을 일으키는 미세 퀘이사(microquasar)가 안드로메다 은하에서 발견되었다. 원형 블랙홀은 은하 중심 근처에 위치하며 질량이 약 10 M☉이다. ESA의 XMM-뉴턴 탐사선을 통해 얻은 자료를 통홰 발견되었으며, NASA의 스위프트 및 찬드라, 초거대 배열, 초장기선 배열을 통해 자주 관측되는 이 미세 퀘이사는 안드로메다 은하에서 처음으로 발견된 미세 퀘이사이며, 우리 은하 외부에서 처음으로 발견된 미세 퀘이사이기도 하다.

## 가장 활발한 별 형성 지역의 분포
현재 안드로메다 은하에서 가장 활발한 별 형성 지역은 10Kpc 고리 오른쪽 지역에 대부분 밀집되어 있으며, 수소알파선 관측에서 성운 구조가 나선팔을 따라 연속적으로 연결되어 있음이 확인되었다.

## 가장 활발한 별 형성 지역
이 중에서 가장 밝고 거대한 지역은 K403 지역으로 가시광선 파장에서 확인되는 성운의 크기는 최대 1,000 광년에 달한다.

## 그 외의 중요한 별 형성 지역 및 구조
K403 말고도 안드로메다 은하에서 식별되는 주요 성운 구조는 K442, K703, BA1-360등이 존재하며 이외에도 수 천개 이상의 크고 작은 발광 성운들이 안드로메다 은하 내부에서 식별되었다.

## 위성 은하
안드로메다 은하는 우리 은하처럼 위성 은하를 가지고 있는데, 20개 이상의 왜소 은하가 안드로메다 은하의 위성 은하인 것으로 알려져 있다. 가장 유명하고 손쉽게 관측되는 위성 은하는 M32와 M110이다. 현재의 관측 자료들에 따르면 M32는 과거에 M31(안드로메다 은하)와 근접 통과를 겪은 적이 있는 것으로 추정된다. M32는 이전에는 M31에 의해 항성 원반이 파괴되면서 비교적 최근까지 중심핵 영역에서 폭발적인 별의 형성이 일어났던 더 큰 은하였을 것으로 여겨진다.

## 안드로메다 은하의 성류
M110 또한 M31과 상호 작용하는 것으로 보이는데, 천문학자들은 M31의 헤일로에서 금속 풍부성으로 이루어진 성류를 발견하였다. 이것은 위성 은하의 박리로 인해 형성된 것으로 여겨진다.

## 메시에 110의 먼지대의 원인
M110은 먼지대를 포함하고 있는데, 이는 최근에 별의 형성이 있었거나 현재 그것이 계속 진행되고 있음을 시사한다.

## 새롭게 발견된 상호 작용 형태
2006년에는 아홉 개의 은하가 각각의 상호 작용으로부터 예측된 무작위한 배열이 아니라, 안드로메다 은하의 핵을 가로지르는 면을 따라 배열되어 있음이 발견되었다. 이것은 위성은하들이 동일한 조석 기원을 갖는다는 사실을 암시한다.

## 우리 은하와의 충돌
안드로메다 은하는 초당 약 110 킬로미터(68 mi/s)의 속도로 우리 은하에 가까워지고 있다.이 현상과 속도가 지속된다면, 약 40억 년 후에는 100% 충돌될 것으로 보인다.

## 우리 은하에 대한 접근 속도
태양에 대한 접근 속도는 초당 약 300 킬로미터(190 mi/s)로 측정되어 왔는데, 이는 태양이 우리 은하의 중심을 약 225 km/s의 속도로 공전하고 있기 때문이다. 그러한 접근 속도로 인해 안드로메다 은하는 관측되는 은하 중 몇 안되는 청색편이 은하이다.

## 우리 은하와의 정면 충돌
우리 은하에 대해 예측되는 안드로메다 은하의 접선속도는 접근 속도보다 훨씬 작기 때문에 우리 은하와 안드로메다 은하는 약 40억 년 후에 거의 정면으로 충돌할 것으로 예측된다. 충돌에 따른 결과로 두 은하는 병합하여 하나의 거대타원은하 또는 거대한 원반은하가 될 것이다. 이러한 사건은 은하군의 은하 중에서 흔한 편이다. 두 은하의 충돌로 인한 지구와 태양계의 운명은 현재 확실하지 않다.

## 안드로메다 은하와의 정면 충돌과태양계의 운명
두 은하가 병합하기 전에 태양계가 우리 은하에서 방출되거나 안드로메다 은하에 편입될 것이라는 낮은 가능성도 있다.

## 찾는 방법
1. 가을철 사각형을 이루는 페가수스자리의 북동쪽 꼭짓점이자 안드로메다자리 알파(α)인 알페라츠를 찾는다.
2. 알페라츠에서 북동쪽으로 뻗어나가는 두 개의 이등성 중 첫 번째인 미라크를 찾는다.
3. 미라크에서 북서쪽으로 +4 등성인 안드로메다자리 뮤(μ)가 있다. 이 둘 사이의 거리만큼 뮤의 북서쪽으로 연장하면 그 자리에 안드로메다 은하가 자리하고 있다.

## 같이 보기
- 메시에 천체 목록
- 은하 목록
- 신판일반목록
- NGC 206 - 안드로메다 은하에서 가장 밝은 성단

### 내용 주
1. ↑   J00443799+4129236은 천구좌표계에서 적경 00h 44m 37.99s, 적위 +41° 29′ 23.6″에 위치한다.
2. ↑   평균거리 (787 ± 18, 770 ± 40, 772 ± 44, 783 ± 25) = ((787 + 770 + 772 + 783) / 4) ± (182 + 402 + 442 + 252)0.5 / 2 = 778 ± 33.
3. ↑   청색절대등급 −21.58 (해당 주석 참고) – 색지수 0.63 = 가시절대등급 −22.21
4. ↑   청색절대등급 −20.89 – 색지수 0.63 = −21.52

### 참조 주
1. 1 2 3 4 5 6 7 8 9  
“메시에 31에 관한 결과”. 《NASA/IPAC 외부은하 데이터베이스》. NASA/IPAC. 2006년 11월 1일에 확인함.
2. 1 2 3  Jorge Peñarrubia, Yin-Zhe Ma, Matthew G. Walker, Alan McConnachie. “A dynamical model of the local cosmic expansion”. 《Monthly Notices of the Royal Astronomical Society》 433 (3): 2204–2022. arXiv:1405.0306. Bibcode:2014MNRAS.443.2204P. doi:10.1093/mnras/stu879.
3. 1 2 3  
Karachentsev, I. D.; Kashibadze, O. G. (2006). “국부 속도계에서의 왜곡을 통한 국부은하군 및 M81 은하군의 질량 측정”. 《Astrophysics》 49 (1): 3–18. Bibcode:2006Ap.....49....3K. doi:10.1007/s10511-006-0002-6.
4. 1 2  
Karachentsev, I. D.;  외. (2004). “이웃 은하에 관한 목록”. 《애스트로노미컬 저널》 127 (4): 2031–2068. Bibcode:2004AJ....127.2031K. doi:10.1086/382905.
5. 1 2 3 4  
Ribas, I.;  외. (2005). “안드로메다 은하에 있는 식쌍성에 관한 최초의 거리 및 기본 물리량 측정”. 《애스트로피지컬 저널 레터스》 635 (1): L37–L40. arXiv:astro-ph/0511045. Bibcode:2005ApJ...635L..37R. doi:10.1086/499161.
6. 1 2  
McConnachie, A. W.;  외. (2005). “17개의 국부은하군 은하에 관한 거리 및 금속함량”. 《Monthly Notices of the Royal Astronomical Society》 356 (4): 979–997. arXiv:astro-ph/0410489. Bibcode:2005MNRAS.356..979M. doi:10.1111/j.1365-2966.2004.08514.x.
7. ↑  
Jensen, J. B.;  외. (2003). “적외선 표면밝기요동을 이용한 보이지 않는 은하의 항성 개체 거리 측정 및 탐사”. 《애스트로피지컬 저널》 583 (2): 712–726. arXiv:astro-ph/0210129. Bibcode:2003ApJ...583..712J. doi:10.1086/345430.
8. 1 2  
Young, K. (2006년 6월 6일). “1조 개의 별들을 포함하는 안드로메다 은하”. New Scientist. 2014년 10월 6일에 확인함.
9. 1 2 3  Chapman, S. C.;  외. (2006). “A kinematically selected, metal-poor spheroid in the outskirts of M31”. 《Astrophysical Journal》 653 (1): 255. arXiv:astro-ph/0602604. Bibcode:2006ApJ...653..255C. doi:10.1086/508599. Also see the press release,
“Andromeda's Stellar Halo Shows Galaxy's Origin to Be Similar to That of Milky Way” (보도 자료). Caltech Media Relations. 2006년 2월 27일. 2006년 5월 9일에 원본 문서에서 보존된 문서. 2006년 5월 24일에 확인함.
10. ↑  
“SIMBAD-M31”. SIMBAD 천문학 데이터베이스. 2009년 11월 29일에 확인함.
11. ↑  
Armando, G. P.;  외. (2007). “근처 은하에 관한 GALEX의 자외선 성도”. 《애스트로피지컬 저널》 173 (2): 185–255. arXiv:astro-ph/0606440. Bibcode:2007ApJS..173..185G. doi:10.1086/516636.
12. ↑  
Amos, J. (2006년 2월 5일). “차가운 곳에서 드러난 암흑물질”. BBC 뉴스. 2006년 6월 21일에 원본 문서에서 보존된 문서. 2006년 5월 24일에 확인함.
13. ↑  
Frommert, H.; Kronberg, C. (2005년 8월 25일). “우리은하”. SEDS. 2007년 5월 12일에 원본 문서에서 보존된 문서. 2007년 5월 9일에 확인함.
14. ↑  
“Milky Way a Swifter Spinner, More Massive, New Measurements Show”. 《CfA Press Release No. 2009-03》. Harvard-Smithsonian Center for Astrophysics. 2009년 1월 5일. 2014년 10월 8일에 원본 문서에서 보존된 문서. 2014년 10월 6일에 확인함.
15. ↑  
“NASA's Hubble Shows Milky Way is Destined for Head-On Collision”. NASA. 2012년 5월 31일. 2014년 6월 4일에 원본 문서에서 보존된 문서. 2012년 7월 12일에 확인함.
16. 1 2  Junko Ueda;  외. “병합 잔해 속의 차가운 분자 기체. I. 분자 기체 원반의 형성”. 《애스트로피지컬 저널 서플리먼트 시리즈》 214 (1). arXiv:1407.6873. Bibcode:2014ApJS..214....1U. doi:10.1088/0067-0049/214/1/1.
17. ↑  Akiba, Tatsuya; Madigan, Ann-Marie (2021년 10월). “On the Formation of an Eccentric Nuclear Disk following the Gravitational Recoil Kick of a Supermassive Black Hole”. 《The Astrophysical Journal Letters》 (영어) 921 (1): L12. doi:10.3847/2041-8213/ac30d9. ISSN 2041-8205.
18. ↑  
Frommert, H.; Kronberg, C. (2007년 8월 22일). “Messier Object Data, sorted by Apparent Visual Magnitude”. SEDS. 2007년 7월 12일에 원본 문서에서 보존된 문서. 2007년 8월 27일에 확인함.
19. ↑  
Henbest, N.; Couper, H. (1994). 《The guide to the galaxy》. 31쪽. ISBN 978-0-521-45882-5.
20. 1 2 3  
Kepple, G. R.; Sanner, G. W. (1998). 《The Night Sky Observer's Guide》. Vol. 1. Willmann-Bell. 18쪽. ISBN 978-0-943396-58-3.
21. ↑  
Davidson, Norman (1985). 《Astronomy and the imagination: a new approach to man's experience of the stars》. Routledge Kegan & Paul. 203쪽. ISBN 978-0-7102-0371-7.
22. ↑  
Herschel, W. (1785). “On the Construction of the Heavens”. 《Philosophical Transactions of the Royal Society of London》 75 (0): 213–266. doi:10.1098/rstl.1785.0012.
23. ↑  
Huggins, W.; Miller, W. A. (1864). “On the Spectra of Some of the Nebulae”. 《Philosophical Transactions of the Royal Society of London》 154 (0): 437–444. Bibcode:1864RSPT..154..437H. doi:10.1098/rstl.1864.0013.
24. ↑  
Backhouse, T. W. (1888). “nebula in Andromeda and Nova, 1885”. 《Monthly Notices of the Royal Astronomical Society》 48: 108. Bibcode:1888MNRAS..48..108B. doi:10.1093/mnras/48.3.108.
25. ↑  “VLT 위의 두 육안 은하”. 《금주의 ESO 사진》. 2013년 10월 22일에 확인함.
26. ↑  
Slipher, V. M. (1913). “The Radial Velocity of the Andromeda Nebula”. 《로웰 천문대 회보》 1: 56–57. Bibcode:1913LowOB...1b..56S.
27. ↑  
Curtis, H. D. (1988). “Novae in Spiral Nebulae and the Island Universe Theory”. 《Publications of the Astronomical Society of the Pacific》 100: 6. Bibcode:1988PASP..100....6C. doi:10.1086/132128.
28. ↑  
Öpik, E. (1922). “An estimate of the distance of the Andromeda Nebula”. 《애스트로피지컬 저널》 55: 406–410. Bibcode:1922ApJ....55..406O. doi:10.1086/142680.
29. ↑  
Hubble, E. P. (1929). “A spiral nebula as a stellar system, Messier 31”. 《Astrophysical Journal》 69: 103–158. Bibcode:1929ApJ....69..103H. doi:10.1086/143167.
30. ↑  
Baade, W. (1944). “The Resolution of Messier 32, NGC 205, and the Central Region of the Andromeda Nebula”. 《Astrophysical Journal》 100: 137. Bibcode:1944ApJ...100..137B. doi:10.1086/144650.
31. ↑  
Gribbin, J. R. (2001). 《The Birth of Time: How Astronomers Measure the Age of the Universe》. Yale University Press. 151쪽. ISBN 978-0-300-08914-1.
32. ↑  
Brown, R. Hanbury; Hazard, C. (1950). “Radio-frequency Radiation from the Great Nebula in Andromeda (M.31)”. 《Nature》 166 (4230): 901. Bibcode:1950Natur.166..901B. doi:10.1038/166901a0.
33. ↑  
Brown, R. Hanbury; Hazard, C. (1951). “Radio emission from the Andromeda nebula”. 《MNRAS》 111: 357. Bibcode:1951MNRAS.111..357B. doi:10.1093/mnras/111.4.357.
34. ↑  
van der Kruit, P. C.; Allen, R. J. (1976). “The Radio Continuum Morphology of Spiral Galaxies”. 《Annual Review of Astronomy and Astrophysics》 14 (1): 417–445. Bibcode:1976ARA&A..14..417V. doi:10.1146/annurev.aa.14.090176.002221.
35. ↑  
Ingrosso, G.;  외. (2009). “Pixel-lensing as a way to detect extrasolar planets in M31”. 《Monthly Notices of the Royal Astronomical Society》 399 (1): 219–228. arXiv:0906.1050. Bibcode:2009MNRAS.399..219I. doi:10.1111/j.1365-2966.2009.15184.x.
36. ↑  
Holland, S. (1998). “The Distance to the M31 Globular Cluster System”. 《Astronomical Journal》 115 (5): 1916–1920. arXiv:astro-ph/9802088. Bibcode:1998astro.ph..2088H. doi:10.1086/300348.
37. ↑  
Stanek, K. Z.; Garnavich, P. M (1998). “Distance to M31 With the HST and Hipparcos Red Clump Stars”. 《Astrophysical Journal Letters》 503 (2): 131–141. arXiv:astro-ph/9802121. Bibcode:1998ApJ...503L.131S. doi:10.1086/311539.
38. ↑  
Moskvitch, Katia (2010년 11월 25일). “Andromeda 'born in a collision'”. BBC News. 2010년 11월 26일에 원본 문서에서 보존된 문서. 2010년 11월 25일에 확인함.
39. ↑  
Davidge, T. J.; McConnachie, A. W.; Fardal, M. A.; Fliri, J.; Valls-Gabaud, D.; Chapman, S. C.; Lewis, G. F.; Rich, R. M. (2012). “M31에 관한 최근의 항성 고고학 – 가장 가까운 적색 은하”. 《애스트로피지컬 저널》 751 (1): 74. arXiv:1203.6081. Bibcode:2012ApJ...751...74D. doi:10.1088/0004-637X/751/1/74.
40. ↑  “안드로메다 은하 주변의 거대한 헤일로를 발견한 허블”. 2015년 6월 14일에 확인함.
41. 1 2  
Kalirai, J. S.;  외. (2006). “The Metal-Poor Halo of the Andromeda Spiral Galaxy (M31)”. 《Astrophysical Journal》 648 (1): 389–404. arXiv:astro-ph/0605170. Bibcode:2006astro.ph..5170K. doi:10.1086/505697.
42. ↑  Barmby, P.; Ashby, M. L. N.; Bianchi, L.; Engelbracht, C. W.; Gehrz, R. D.; Gordon, K. D.; Hinz, J. L.; Huchra, J. P.; Humphreys, R. M.; Pahre, M. A.; Pérez-González, P. G.; Polomski, E. F.; Rieke, G. H.; Thilker, D. A.; Willner, S. P.; Woodward, C. E. (2006). “항성 바다의 티끌 파도: 중적외선에서 본 M31”. 《애스트로피지컬 저널》 650 (1): L45–L49. arXiv:astro-ph/0608593. Bibcode:2006ApJ...650L..45B. doi:10.1086/508626.
43. ↑  Barmby, P.; Ashby, M. L. N.; Bianchi, L.; Engelbracht, C. W.; Gehrz, R. D.; Gordon, K. D.; Hinz, J. L.; Huchra, J. P.; Humphreys, R. M.; Pahre, M. A.; Pérez-González, P. G.; Polomski, E. F.; Rieke, G. H.; Thilker, D. A.; Willner, S. P.; Woodward, C. E. (2007). “정오표: 항성 바다의 티끌 파도: 중적외선에서 본 M31”. 《애스트로피지컬 저널》 655 (1): L61–L61. Bibcode:2007ApJ...655L..61B. doi:10.1086/511682.
44. 1 2  Tamm, A.; Tempel, E.; Tenjes, P.; Tihhonova, O.; Tuvikene, T. (2012). “M 31 속의 항성 질량 지도 및 암흑물질 분포”. 《어스트로노미 & 애스트로피직스》 546: A4. arXiv:1208.5712. Bibcode:2012A&A...546A...4T. doi:10.1051/0004-6361/201220065.
45. ↑  Braun, R.; Thilker, D. A.; Walterbos, R. A. M.; Corbelli, E. (2009). “메시에 31에 관한 광역 고해상도 H I 모자이크. I. 불투명한 원자 기체 및 별형성률 밀도”. 《애스트로피지컬 저널》 695 (2): 937–953. arXiv:0901.4154. Bibcode:2009ApJ...695..937B. doi:10.1088/0004-637X/695/2/937.
46. ↑  Draine, B. T.; Aniano, G.; Krause, Oliver; Groves, Brent; Sandstrom, Karin; Braun, Robert; Leroy, Adam; Klaas, Ulrich; Linz, Hendrik; Rix, Hans-Walter; Schinnerer, Eva; Schmiedeke, Anika; Walter, Fabian (2014). “안드로메다 은하의 티끌”. 《애스트로피지컬 저널》 780 (2): 172. arXiv:1306.2304. Bibcode:2014ApJ...780..172D. doi:10.1088/0004-637X/780/2/172.
47. ↑  “허블사이트 - 뉴스센터 - 안드로메다 은하 주변의 거대한 헤일로를 발견한 허블 (05/07/2015) - 모든 이야기”. 《hubblesite.org》. 2015년 5월 7일에 확인함.
48. ↑  Dame, ENR/PAZ. “안드로메다 은하 주변의 무거운 헤일로를 발견한 허블 // 뉴스 // 노트르담 뉴스 // University of Notre Dame”. 《news.nd.edu》. 2015년 5월 7일에 확인함.
49. ↑  “안드로메다 은하 주변의 무거운 헤일로를 발견한 허블 // News // Department of Physics // University of Notre Dame”. 《physics.nd.edu》. 2015년 5월 7일에 확인함.
50. ↑  Lehner, Nicolas; Howk, Chris; Wakker, Bart (2014년 4월 25일). “안드로메다 은하 주변의 무겁고 거대한 은하 주위 매질에 관한 증거”. 《arXiv:1404.6540 [astro-ph]》 804: 79. Bibcode:2015ApJ...804...79L. doi:10.1088/0004-637x/804/2/79. 2015년 5월 7일에 확인함.
51. ↑  “안드로메다 은하 주변의 거대한 헤일로를 발견한 NASA의 허블”. 2015년 5월 7일에 확인함.
52. 1 2  
van den Bergh, S. (1999). “The local group of galaxies”. 《Astronomy and Astrophysics Review》 9 (3–4): 273–318. Bibcode:1999A&ARv...9..273V. doi:10.1007/s001590050019.
53. ↑  Karachentsev, Igor D.; Karachentseva, Valentina E.; Huchtmeier, Walter K.; Makarov, Dmitry I. (2003). “이웃 은하에 관한 목록”. 《애스트로노미컬 저널》 127 (4): 2031–2068. Bibcode:2004AJ....127.2031K. doi:10.1086/382905.
54. ↑  McCall, Marshall L. (2014). “거물들의 협회”. 《먼슬리 노티스 오브 더 로열 애스트로노미컬 소사이어티》 440 (1): 405–426. arXiv:1403.3667. Bibcode:2014MNRAS.440..405M. doi:10.1093/mnras/stu199.
55. ↑  Tempel, E.; Tamm, A.; Tenjes, P. (2010). “스피처의 원적외선 관측을 통한 M 31의 티끌 소거 표면측광”. 《어스트로노미 앤 애스트로피직스》 509: A91. arXiv:0912.0124. Bibcode:2010A&A...509A..91T. doi:10.1051/0004-6361/200912186. wA91.
56. ↑  
Liller, W.; Mayer, B. (1987). “The Rate of Nova Production in the Galaxy”. 《Publications of the Astronomical Society of the Pacific》 99: 606–609. Bibcode:1987PASP...99..606L. doi:10.1086/132021.
57. ↑  Mutch, S.J.; Croton, D.J.; Poole, G.B. (2011). “우리은하 및 M31의 중년 위기”. 《애스트로피지컬 저널》 736 (2): 84. arXiv:1105.2564. Bibcode:2011ApJ...736...84M. doi:10.1088/0004-637X/736/2/84.
58. ↑  
Beaton, R. L.;  외. (2006). “Unveiling the Boxy Bulge and Bar of the Andromeda Spiral Galaxy”. 《Astrophysical Journal Letters》 658 (2): L91. arXiv:astro-ph/0605239. Bibcode:2006astro.ph..5239B. doi:10.1086/514333.
59. ↑  “Astronomers Find Evidence of an Extreme Warp in the Stellar Disk of the Andromeda Galaxy” (보도 자료). UC Santa Cruz. 2001년 1월 9일. 2006년 5월 19일에 원본 문서에서 보존된 문서. 2006년 5월 24일에 확인함.
60. ↑  
Rubin, V. C.; Ford, W. K. J. (1970). “Rotation of the Andromeda Nebula from a Spectroscopic Survey of Emission”. 《Astrophysical Journal》 159: 379. Bibcode:1970ApJ...159..379R. doi:10.1086/150317.
61. ↑  
Arp, H. (1964). “Andromeda Nebula from a Spectroscopic Survey of Emission”. 《Astrophysical Journal》 139: 1045. Bibcode:1964ApJ...139.1045A. doi:10.1086/147844.
62. ↑  van den Bergh, Sidney (1991). “<M31의 항성 개체”. 《애스트로노미컬 소사이어티 오브 더 퍼시픽》 103: 1053–1068. Bibcode:1991PASP..103.1053V. doi:10.1086/132925.
63. ↑  Hodge, P .W. (1966). 《은하 및 우주론》. McGraw Hill.
64. ↑  Simien, F.; Pellet, A.; Monnet, G.; Athanassoula, E.; Maucherat, A.; Courtes, G. (1978). “M31의 나선 구조 – 형태적 접근”. 《어스트로노미 앤 애스트로피직스》 67: 73–79. Bibcode:1978A&A....67...73S.
65. ↑  Haas, M. (2000). “ISO를 통해 지도화된 M31 속의 차가운 티끌”. 《M31 및 M33 속의 성간매질. 프로시딩 232. WE-Heraeus Seminar》: 69–72. Bibcode:2000immm.proc...69H.
66. ↑  Walterbos, R. A. M.; Kennicutt, R. C., Jr. (1988). “안드로메다 은하 속의 별 및 티끌에 관한 광학적 연구”. 《어스트로노미 앤 애스트로피직스》 198: 61–86. Bibcode:1988A&A...198...61W.
67. 1 2  Gordon, K. D.; Bailin, J.; Engelbracht, C. W.; Rieke, G. H.; Misselt, K. A.; Latter, W. B.; Young, E. T.; Ashby, M. L. N.; Barmby, P.; Gibson, B. K.; Hines, D. C.; Hinz, J.; Krause, O.; Levine, D. A.; Marleau, F. R.; Noriega-Crespo, A.; Stolovy, S.; Thilker, D. A.; Werner, M. W. (2006). “M31에 관한 스피처의 MIPS 적외선 관측: 나선-고리 복합 구조에 관한 진보적인 증거”. 《애스트로피지컬 저널》 638 (2): L87–L92. arXiv:astro-ph/0601314. Bibcode:2006ApJ...638L..87G. doi:10.1086/501046.
68. ↑  
Braun, R. (1991). “The distribution and kinematics of neutral gas, HI region in M31”. 《Astrophysical Journal》 372: 54–66. Bibcode:1991ApJ...372...54B. doi:10.1086/169954.
69. ↑  
“ISO unveils the hidden rings of Andromeda” (보도 자료). European Space Agency. 1998년 10월 14일. 2006년 5월 24일에 확인함.
70. ↑  Morrison, Heather; Caldwell, Nelson; Harding, Paul; Kriessler, Jeff; Rose, James A.; Schiavon, Ricardo (2008). “M 31 속의 어린 성단”. 《국부 체적 속의 은하, 애스트로피직스 앤 스페이스 사이언스 프로시딩즈》: 227. Bibcode:2008glv..book..227M. doi:10.1007/978-1-4020-6933-8_50.
71. ↑  Pagani, L.; Lequeux, J.; Cesarsky, D.; Donas, J.; Milliard, B.; Loinard, L.; Sauvage, M. (1999). “M 31의 별형성 고리에 관한 중적외선 및 원자외선 관측”. 《어스트로노미 & 애스트로피직스》 351: 447–458. arXiv:astro-ph/9909347. Bibcode:1999A&A...351..447P.
72. ↑  
“Busted! Astronomers Nab Culprit in Galactic Hit-and-Run”. Harvard-Smithsonian Center for Astrophysics. 2006년 10월 18일. 2014년 10월 8일에 원본 문서에서 보존된 문서. 2014년 10월 6일에 확인함.
73. ↑  Block, D. L.; Bournaud, F.; Combes, F.; Groess, R.; Barmby, P.; Ashby, M. L. N.; Fazio, G. G.; Pahre, M. A.; Willner, S. P. (2006). “안드로메다 은하의 두가지 편심 고리의 기원으로 거의 정면상의 충돌”. 《네이처》 443 (1): 832–834. arXiv:astro-ph/0610543. Bibcode:2006Natur.443..832B. doi:10.1038/nature05184.
74. ↑  
Bullock, J. S.; Johnston, K.V. (2005). “Tracing Galaxy Formation with Stellar Halos I: Methods”. 《Astrophysical Journal》 635 (2): 931–949. arXiv:astro-ph/0506467. Bibcode:2005ApJ...635..931B. doi:10.1086/497422.
75. ↑  
Lauer, T. R.;  외. (1993). “Planetary camera observations of the double nucleus of M31”. 《Astronomical Journal》 106 (4): 1436–1447, 1710–1712. Bibcode:1993AJ....106.1436L. doi:10.1086/116737.
76. ↑  
Bender, Ralf;  외. (2005). “HST STIS Spectroscopy of the Triple Nucleus of M31: Two Nested Disks in Keplerian Rotation around a Supermassive Black Hole”. 《Astrophysical Journal》 631 (1): 280–300. arXiv:astro-ph/0509839. Bibcode:2005ApJ...631..280B. doi:10.1086/432434.
77. ↑  
Gebhardt, Karl; Bender, Ralf; Bower, Gary; Dressler, Alan; Faber, S. M.; Filippenko, Alexei V.; Green, Richard; Grillmair, Carl; Ho, Luis C.; Kormendy, John; Lauer, Tod R.; Magorrian, John; Pinkney, Jason; Richstone, Douglas; Tremaine, Scott (June 2000). “A Relationship between Nuclear Black Hole Mass and Galaxy Velocity Dispersion” (PDF). 《The Astrophysical Journal》 (Chicago, Illinois, USA: The University of Chicago Press) 539 (1): L13–L16. arXiv:astro-ph/0006289. Bibcode:2000ApJ...539L..13G. doi:10.1086/312840. 2010년 3월 10일에 확인함.
78. 1 2  
Tremaine, S. (1995). “An Eccentric-Disk Model for the Nucleus of M31”. 《Astronomical Journal》 110: 628–633. arXiv:astro-ph/9502065. Bibcode:1995AJ....110..628T. doi:10.1086/117548.
79. ↑  
“Hubble Space Telescope Finds a Double Nucleus in the Andromeda Galaxy” (보도 자료). Hubble News Desk. 1993년 7월 20일. 2006년 5월 26일에 확인함.
80. ↑  
Schewe, Phillip F.; Stein, Ben (1993년 7월 26일). “The Andromeda Galaxy has a Double Nucleus”. 《Physics News Update》 (American Institute of Physics). 2009년 8월 15일에 원본 문서에서 보존된 문서. 2009년 7월 10일에 확인함.
81. ↑  
Fujimoto, M.; Hayakawa, S.; Kato, T. (1969). “Correlation between the Densities of X-Ray Sources and Interstellar Gas”. 《Astrophysics and Space Science》 4 (1): 64–83. Bibcode:1969Ap&SS...4...64F. doi:10.1007/BF00651263.
82. ↑  
Peterson, L. E. (1973). 〈Hard Cosmic X-Ray Sources〉.   Bradt, H.; Giacconi, R. 《X- and Gamma-Ray Astronomy, Proceedings of IAU Symposium no. 55 held in Madrid, Spain, 11–13 May 1972》. International Astronomical Union. 51–73쪽. Bibcode:1973IAUS...55...51P.
83. ↑  
Barnard, R.; Kolb, U.; Osborne, J. P. (2005). “Timing the bright X-ray population of the core of M31 with XMM-Newton”. arXiv:astro-ph/0508284 |class= 무시됨 (도움말).
84. ↑  
Barmby, P.; Huchra, J. P. (2001). “M31 Globular Clusters in the Hubble Space Telescope Archive. I. Cluster Detection and Completeness”. 《Astronomical Journal》 122 (5): 2458–2468. arXiv:astro-ph/0107401. Bibcode:2001AJ....122.2458B. doi:10.1086/323457.
85. ↑  “Hubble Spies Globular Cluster in Neighboring Galaxy” (보도 자료). Hubble news desk STSci-1996-11. 1996년 4월 24일. 2006년 7월 1일에 원본 문서에서 보존된 문서. 2006년 5월 26일에 확인함.
86. ↑  
Meylan, G.;  외. (2001). “G1 in M31 – Giant Globular Cluster or Core of a Dwarf Elliptical Galaxy?”. 《Astronomical Journal》 122 (2): 830–841. arXiv:astro-ph/0105013. Bibcode:2001AJ....122..830M. doi:10.1086/321166.
87. ↑  Ma, J.; De Grijs, R.; Yang, Y.; Zhou, X.; Chen, J.; Jiang, Z.; Wu, Z.; Wu, J. (2006). “늙은 '슈퍼' 성단: 국부은하군에서 가장 무거운 성단”. 《먼슬리 노티스 오브더 로열 애스트로노미컬 소사이어티》 368 (3): 1443. arXiv:astro-ph/0602608. Bibcode:2006MNRAS.368.1443M. doi:10.1111/j.1365-2966.2006.10231.x.
88. ↑  Cohen, Judith G. (2006). “그렇게 특별한 구상성단이 아닌 M31 속의 037-B327”. 《애스트로피지컬 저널》 653: L21–L23. arXiv:astro-ph/0610863. Bibcode:2006ApJ...653L..21C. doi:10.1086/510384.
89. ↑  “안드로메다 은하 속의 성단”. 2015년 9월 7일에 확인함.
90. ↑  Burstein, David; Li, Yong; Freeman, Kenneth C.; Norris, John E.; Bessell, Michael S.; Bland-Hawthorn, Joss; Gibson, Brad K.; Beasley, Michael A.; Lee, Hyun-chul; Barbuy, Beatriz; Huchra, John P.; Brodie, Jean P.; Forbes, Duncan A. (2004). “구상성단 및 은하 형성: M31, 우리은하, 그리고 나선은하의 구상성단계에 관한 영향”. 《애스트로피지컬 저널》 614: 158–166. arXiv:astro-ph/0406564. Bibcode:2004ApJ...614..158B. doi:10.1086/423334.
91. ↑  
Huxor, A. P.;  외. (2005). “A new population of extended, luminous, star clusters in the halo of M31”. 《Monthly Notices of the Royal Astronomical Society》 360 (3): 993–1006. arXiv:astro-ph/0412223. Bibcode:2005MNRAS.360.1007H. doi:10.1111/j.1365-2966.2005.09086.x.
92. ↑  Prostak, Sergio (2012년 12월 14일). “천문학자들을 놀라게 한 안드로메다 은하 속의 미세퀘이사”. Sci-News.com.
93. ↑  
Bekki, K.;  외. (2001). “A New Formation Model for M32: A Threshed Early-type Spiral?”. 《Astrophysical Journal Letters》 557 (1): L39–L42. arXiv:astro-ph/0107117. Bibcode:2001ApJ...557L..39B. doi:10.1086/323075.
94. ↑  
Ibata, R.;  외. (2001). “A giant stream of metal-rich stars in the halo of the galaxy M31”. 《Nature》 412 (6842): 49–52. doi:10.1038/35083506. PMID 11452300.
95. ↑  
Young, L. M. (2000). “Properties of the Molecular Clouds in NGC 205”. 《Astronomical Journal》 120 (5): 2460–2470. arXiv:astro-ph/0007169. Bibcode:2000AJ....120.2460Y. doi:10.1086/316806.
96. ↑  
Koch, A.; Grebel, E. K. (March 2006). “The Anisotropic Distribution of M31 Satellite Galaxies: A Polar Great Plane of Early-type Companions”. 《Astronomical Journal》 131 (3): 1405–1415. arXiv:astro-ph/0509258. Bibcode:2005astro.ph..9258K. doi:10.1086/499534.
97. ↑  
Cowen, Ron (2012). “안드로메다 은하와 우리은하의 충돌 경로”. 《Nature》. 2014년 10월 6일에 확인함.
98. ↑  
Cox, T. J.; Loeb, A. (2008). “The collision between the Milky Way and Andromeda”. 《Monthly Notices of the Royal Astronomical Society》 386 (1): 461–474. Bibcode:2008MNRAS.tmp..333C. doi:10.1111/j.1365-2966.2008.13048.x.
99. ↑  
Cain, F. (2007). “When Our Galaxy Smashes Into Andromeda, What Happens to the Sun?”. 《Universe Today》. 2007년 5월 17일에 원본 문서에서 보존된 문서. 2007년 5월 16일에 확인함.